# Belluno
Belluno (, IPA: /belˈluːno/, Belùn in dialetto bellunese) è un comune italiano di 35 423 abitanti, capoluogo della provincia omonima in Veneto.
La città fu fondata come municipium romano nel I secolo a.C. Oggi è il comune più abitato della sua provincia, e il settimo e più settentrionale tra i capoluoghi di provincia del Veneto. La città è situata alla confluenza del torrente Ardo e del fiume Piave, posizione difensiva strategica per la quale è stata protagonista nelle due guerre mondiali.
L'area più settentrionale del territorio comunale fa parte sia del Parco nazionale delle Dolomiti Bellunesi dal 1988 (si tratta, tra l'altro, di uno dei due capoluoghi di provincia in Italia, insieme a Latina, il cui territorio comunale sia in un parco nazionale) sia del patrimonio dell'umanità delle Dolomiti dichiarato dall'UNESCO nel 2009. Belluno, inoltre, è stata insignita del titolo di città alpina dell'anno nel 1999.

## Geografia fisica

### Territorio

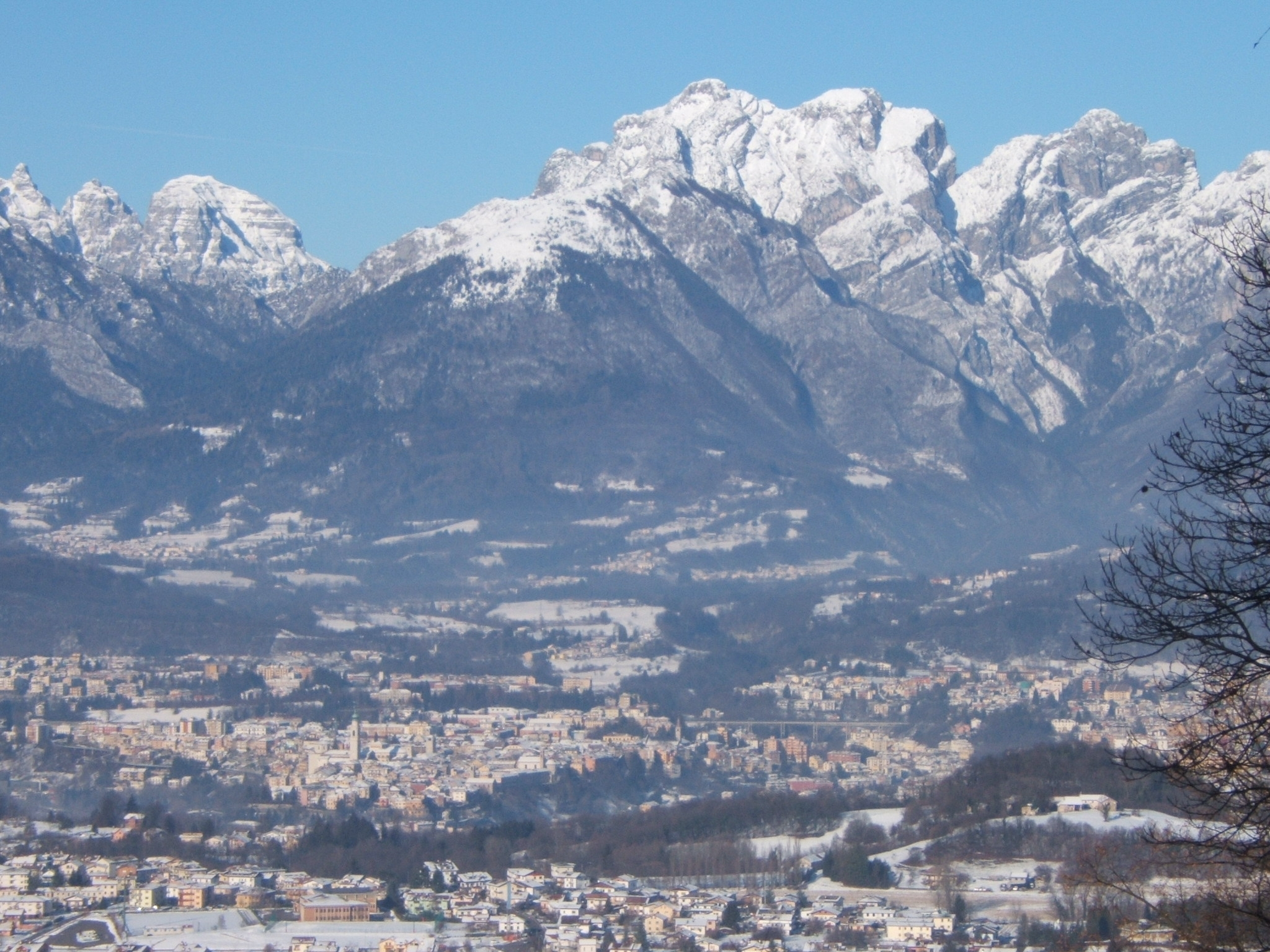
Panorama

La parte antica della città di Belluno sorge su uno sperone di roccia in prossimità della confluenza del torrente Ardo con il fiume Piave. A nord si trova il gruppo dolomitico della Schiara (2565 s.l.m.) con la Gusela del Vescovà, il monte Serva (2133 s.l.m.) e il monte Talvena, mentre a sud le Prealpi separano il Bellunese dalla Val Lapisina. Sempre a sud, nella zona del Castionese, si alza il colle del Nevegal sul quale sono situati impianti di risalita e piste da sci.

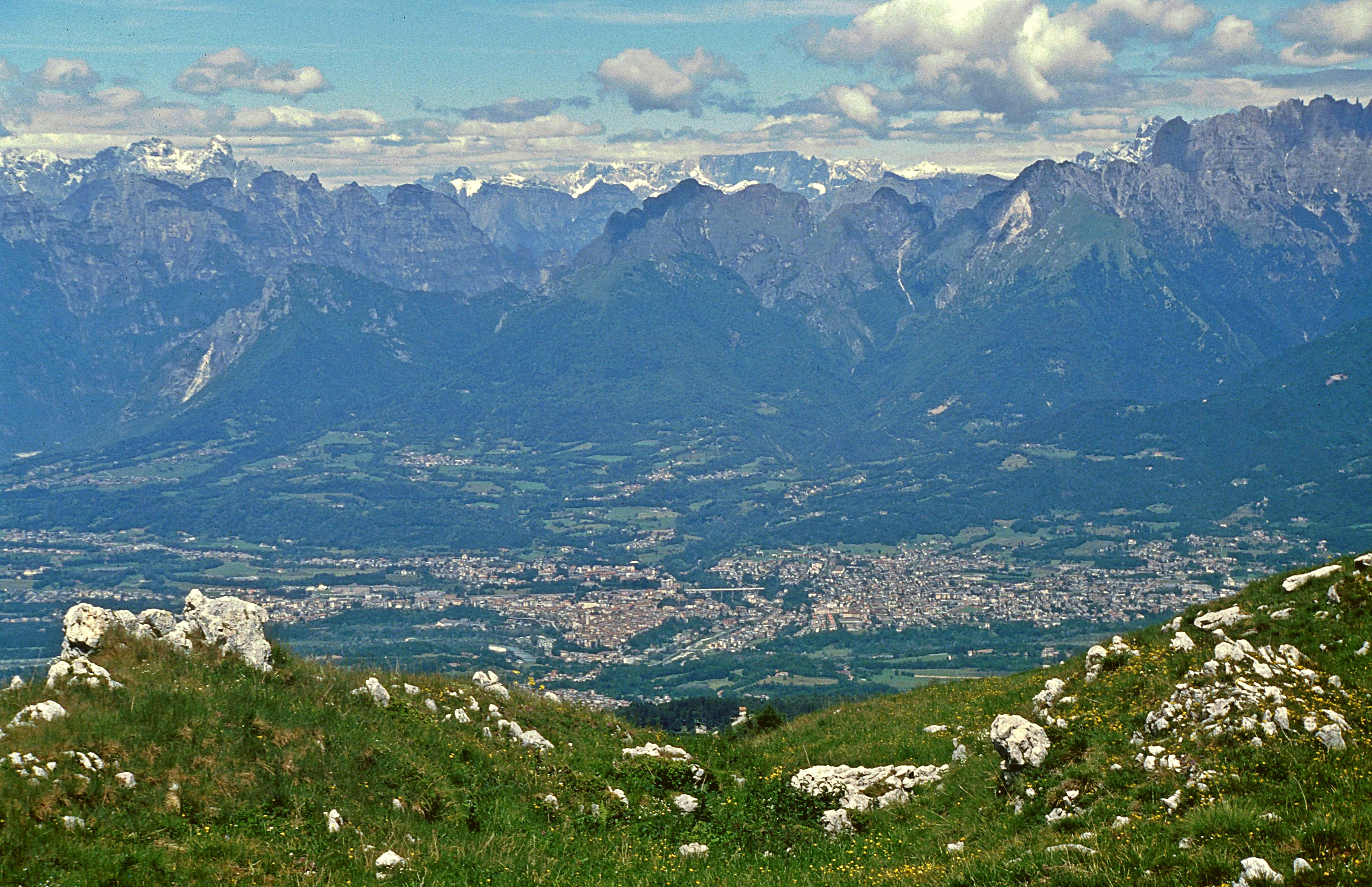
La città con i primi contrafforti delle Dolomiti, ripresa dal Col Visentin sulla dorsale prealpina

Il territorio comunale è occupato nella zona settentrionale dal Parco nazionale delle Dolomiti Bellunesi, di cui la città funge da "porta del parco". Gran parte degli abitati si sviluppano nella zona di fondovalle.
Il territorio è attraversato da diversi corsi d'acqua; i principali sono il fiume Piave e il torrente Ardo, seguiti dal torrente Turriga nel Castionese. Lungo i suoi confini comunali scorrono a ovest il Gresàl e il Cicogna, mentre a est il rio Secco.

### Clima
Belluno è indicata come la città capoluogo di provincia più fredda d'Italia nelle temperature medie invernali. Anche la temperatura media annua è spesso la più bassa fra quelle dei capoluoghi di provincia italiani con punte massime che posso essere anche inferiori ai -15°. Nel 1998, ad esempio, essa fu di 9,8 °C, mentre la media mensile di gennaio fu di circa -1 °C. Nel torrido 2003 la temperatura media annua non raggiunse i 10,0º. Assai consistente è la piovosità: su Belluno cadono annualmente circa 1400–1500 mm di precipitazioni (1355 mm nel 2005), concentrate nei mesi da aprile a novembre, che possono anche raggiungere i 2000 mm, mentre l'inverno è siccitoso con cielo sereno. Il clima della città complessivamente è perciò piuttosto freddo e caratterizzato da precipitazioni piovose e nevose.
| Belluno             | Mesi | Mesi | Mesi | Mesi | Mesi | Mesi | Mesi | Mesi | Mesi | Mesi | Mesi | Mesi | Stagioni | Stagioni | Stagioni | Stagioni | Anno  |
| Belluno             | Gen  | Feb  | Mar  | Apr  | Mag  | Giu  | Lug  | Ago  | Set  | Ott  | Nov  | Dic  | Inv      | Pri      | Est      | Aut      | Anno  |
| ------------------- | ---- | ---- | ---- | ---- | ---- | ---- | ---- | ---- | ---- | ---- | ---- | ---- | -------- | -------- | -------- | -------- | ----- |
| T. max. media (°C)  | 3,3  | 6,2  | 11,1 | 15,5 | 19,9 | 24,0 | 26,5 | 26,0 | 22,4 | 16,3 | 9,6  | 4,5  | 4,7      | 15,5     | 25,5     | 16,1     | 15,4  |
| T. min. media (°C)  | −4,1 | −2,4 | 1,8  | 5,9  | 9,9  | 13,4 | 15,3 | 14,9 | 12,2 | 7,3  | 2,1  | −2,2 | −2,9     | 5,9      | 14,5     | 7,2      | 6,2   |
| Precipitazioni (mm) | 45   | 52   | 77   | 97   | 130  | 120  | 115  | 102  | 98   | 116  | 105  | 71   | 168      | 304      | 337      | 319      | 1 128 |
| Giorni di pioggia   | 5    | 5    | 7    | 11   | 13   | 13   | 11   | 10   | 8    | 9    | 8    | 6    | 16       | 31       | 34       | 25       | 106   |

### Preservazione dell'ambiente
Secondo le classifiche stilate da Legambiente la città, nel 2007, 2008, 2010, 2011 e 2013, si è classificata al primo posto per sostenibilità dell'ecosistema urbano fra tutti i capoluoghi di provincia italiani. Belluno ha poi ottenuto un secondo posto nel 2012 e nel 2014 ed un terzo posto nel 2009 e nel 2015.
Inoltre, il comune ha ricevuto già nel 2007 la certificazione EMAS, confermata dopo controllo ispettivo anche per il 2008. La certificazione EMAS si riferisce al rispetto del Regolamento CE n. 761/2001 (EMAS) e viene attribuita a quelle amministrazioni che si impegnano a migliorare le proprie prestazioni ambientali (gestione dei rifiuti, qualità dell'aria e delle acque etc.). Belluno è il primo comune capoluogo d'Italia a essere stato inserito nel registro europeo delle organizzazioni registrate EMAS.

## Origini del nome
Non si è del tutto certi sull'origine del nome della città. L'ipotesi più accreditata è che il toponimo abbia origini celtiche: si riconoscono infatti una radice *bel- con il significato di "luminoso" e dunum "centro fortificato"; Belluno dovrebbe dunque significare la "città splendente".

## Storia

### Il periodo pre-romano
Le primissime popolazioni passate per i luoghi bellunesi furono quelle pre-indoeuropee prima del 3000 a.C., e lasciarono la loro firma su molte località e nomi comuni del Bellunese. Nel territorio bellunese i Paleoveneti giunsero dalla pianura padana risalendo la valle del Piave. I primi insediamenti umani individuati nel territorio di Belluno risalgono alla prima metà del I millennio a.C.: presso gli attuali quartieri di Fisterre e Cavarzano sono stati rinvenuti dei reperti che dimostrano la presenza paleoveneta sulla superficie comunale.
La cultura paleoveneta della Valbelluna, fiorente nel V secolo a.C., si caratterizzava per delle peculiarità linguistiche rispetto a quella della pianura veneto-friulana, e i reperti ritrovati attestano un'area culturale collegabile con un influsso celtico e aperta verso la valle dell'Isonzo. Un esempio dell'influenza celtica è il ritrovamento, sempre a Cavarzano, di una fibula con sfinge, che non è riscontrabile con la cultura paleoveneta della pianura. Molti dei reperti paleoveneti di Belluno sono conservati nel Museo civico di Belluno.

### Epoca romana
Durante i successivi secoli, la presenza celtica si rafforzò nel territorio, fino a quando i Romani non ricacciarono a Nord queste popolazioni, iniziando la loro penetrazione nel mondo alpino. Non ci sono dati precisi sulla fondazione della città, ma pare che essa sia stata fondata tra il 220 e il 200 a.C., quindi precedentemente alla conquista romana, la quale iniziò nel Triveneto nel 181 a.C. con la fondazione di Aquileia. La conquista fu graduale e pacifica: ciò si spiega con la natura anti-celtica dell'avanzata romana e con il fatto che la popolazione di Belluno era quasi prevalentemente venetica. Altri elementi che indicano l'amicizia delle popolazioni bellunesi con i Romani sono gli schieramenti a favore della città eterna nel 225 a.C. nella lotta contro i Galli e successivamente durante la seconda guerra punica contro Annibale.
Gli iniziali contatti con il mondo Romano furono però quasi sempre commerciali, infatti a Belluno si potevano trovare parecchio ferro e rame, e solo durante il I secolo a.C. Belluno entrò a far parte stabilmente della Repubblica romana dal punto di vista giuridico e politico. In un periodo non ben definito compreso tra la morte di Cesare e l'impero nel periodo di Augusto, circa tra il 40 a.C. e il 10 d.C., Bellunum (nome romano della città) divenne municipium romano della Regio X Venetia et Histria. Il municipium di Belluno venne assegnato alla tribù Papiria, una delle 35 tribù nelle quali, nei comizi tributi, veniva suddiviso il popolo che poteva fregiarsi della cittadinanza romana.
La città era retta dai quattorviri juri dicendo (supremi magistrati), dai quattorviri aedilicia potestate e dal Consiglio degli Anziani. Esisteva anche un sindacato dei dendrofori, cioè degli zattieri: già al tempo dei Romani le zattere in abete scendevano lungo il Piave fino al Po e al porto di Ravenna trasportando il larice o alcuni minerali o pietre da costruzione. Questa attività si sviluppò già nella prima età imperiale, come testimoniano alcune iscrizioni rinvenute a Belluno.
Riguardo all'urbanistica romana, il Castrum romano corrisponde alla parte più antica della città, situata su un terrazzo fluviale digradante verso sud, tra l'alveo dell'Ardo e quello del Piave. In seguito agli scavi archeologici degli anni '80 e primi anni '90, è da ritenere infondata la tesi che vedeva Piazza delle Erbe come il luogo del Foro romano, mentre è da ritenere più veritiera una sua collocazione verso Piazza Duomo. La coincidenza dell'attuale centro storico con il Castrum romano non permette la conoscenza della primitiva struttura urbana, che tuttavia rimase invariata fino al X secolo. La città era circondata dalle mura, ma di queste ci rimangono poche testimonianze: si sono conservati solo alcuni tratti lungo la via Dino Buzzati sul lato ovest, mentre sorte migliore è toccata alle porte di ingresso al centro abitato. A sud si può trovare porta Rugo, da dove passava la via che portava al porto fluviale di Borgo Piave, mentre a nord si è conservata porta Dojona, che prende il nome dal torrione che si trova lì vicino, chiamato Dojon. Inoltre l'attuale porta Dante era, al tempo dei Romani, un piccolo uscio di servizio chiamato Ussolo.
All'esterno delle mura si trovavano gli insediamenti di Fisterre e Cavarzano: il nome di quest'ultimo deriva dal fondo Capertianum, di proprietà della gens Capertia, sul quale si trovava l'insediamento cavarzanese. Con la creazione dei fondi da parte dei Romani, operazione chiamata centuriazione (cioè la suddivisione agraria del territorio in parcelle quadrangolari), l'aspetto del paesaggio bellunese si trasformò radicalmente: vennero create nuove colture, realizzate bonifiche, canalizzazioni, disboscamenti e create nuove strade di accesso ai fondi.
Alcune iscrizioni indicano che Bellunum ebbe sempre una certa autonomia dall'autorità romana, fin quando il municipium non decadde come importanza, venendo assoggettato alla centralizzata autorità imperiale; la città seguì le sorti dell'Impero fino al crollo di quest'ultimo e alle invasioni barbariche. Restano comunque alcuni importanti reperti storici del periodo romano: cippi funerari, il più famoso dei quali è quello di Flavio Ostilio (conservato nel palazzo Crepadona), alcuni tratti di acquedotti (ad esempio a Fisterre) ed alcune monete ed iscrizioni monumentali di un periodo per lo più ascrivibile ai secoli secondo e terzo.

### Il Medioevo
Dopo la decadenza di Roma, anche Belluno visse le vicende delle invasioni barbariche, che cambiarono il volto della città. Essa subì molte invasioni, in ordine dai Visigoti, dai Vandali, dagli Eruli, dagli Unni e dagli Ostrogoti di Teodorico. Successivamente Belluno passò sotto il dominio bizantino: durante il loro governo venne continuato il progetto iniziato da Teodorico, infatti le costruzioni di nuove difese fortificate non si arrestò. Queste servivano principalmente per la difesa contro i Longobardi, ma questi ultimi riuscirono lo stesso a prendere la città nel 568, giungendo dal Friuli. I Longobardi fortificarono ulteriormente la città di Belluno, consapevoli che la sua posizione poteva essere strategica sia contro gli attacchi bizantini dal mare che contro quelli dei Franchi da nord-ovest.
Nel frattempo, nel 548, durante le guerre gotiche, era stato eretto un primo edificio sacro, probabilmente paleocristiano, dall'allora vescovo di Belluno Felice, e questo venne intitolato a san Martino di Tours.

Sempre durante la dominazione longobarda, Belluno divenne una sede di Sculdascio (circoscrizione amministrativa longobarda): per questo venne edificato sul lato nord, in una posizione avanzata rispetto alle mura Romane, un primo rudimentale castello, il castello della Motta. Questo ero uno dei nomi che i longobardi davano ai loro castelli, mentre un altro era dongione. Da questo secondo nome deriva il termine che indicava i tenutari della antistante porta Dojona e del castello, i Doglioni, mentre dal nome del castello Motta derivava l'antica denominazione della piazzetta dove si trovava l'ingresso del castello, piazza della Motta, l'attuale piazza Mazzini.
Secondo alcuni storici, durante questo periodo la città sembrò ritrovare un certo equilibrio: questa era stata romanizzata e convertita al cattolicesimo, e questi due elementi favorirono tra gli altri una facile convivenza e compenetrazione tra i bellunesi e i longobardi. La lunga permanenza longobarda è testimoniata negli elementi di toponomastica, nella lingua e nei reperti archeologici.
(Bartolomeo Zanenga,  La storia di Belluno.)
I Franchi, per indebolire i ducati troppo forti e troppo estesi, divisero il territorio in contee e marche e si appoggiarono ai vescovi più che ai nobili troppo potenti. Così avvenne che il primo vescovo-conte investito di potere sui possedimenti bellunesi fu un certo Aimone nell'882. In questo periodo Belluno si fortificò ancora, e così si delineò la città medievale con il castello, la cinta muraria, le porte e i torrioni, tutto questo grazie all'affermarsi dei governi aristocratici dei vescovi-conti. Di questo periodo restano pochi reperti archeologici, che sono in gran parte rappresentati dal torrione Dojon e dalle rovine del castello Castiglione in piazza Castello, mentre si sono conservate parecchi scritti e stampe dell'epoca, che ci aiutano a ricostruire la storia della città.
Nel frattempo erano stati riorganizzati gli spazi interni della città: la piazza del Duomo ora aveva la cattedrale e il palazzo dei Vescovi; la piazza del Mercato divenne il centro medievale degli affari; si stabilirono i quartieri attorno alle case dei nobili e il sistema viario che si reggeva sull'asse di via Mezzaterra che percorreva (e percorre) tutta la città da nord a sud.
All'incirca un secolo dopo con un vescovo bellicoso, Giovanni II, la città si fornì di una nuova cinta muraria e allargò i suoi domini anche su territori della pianura veneto-friulana. Con queste premesse, Belluno divenne realtà comunale agli inizi del XIII secolo con l'istituzione della figura del Podestà. Sempre in questo periodo gli storici della letteratura fanno risalire il primo documento poetico del Ritmo bellunese, un nuovo volgare. Si tratta di una canzone militare del 1196, creata per una delle ricorrenti guerre contro Treviso, di cui si ha una recente trascrizione di Gianbattista Pellegrini:
I lo getà tutto intro lo flumo d'Ard.
Sex cavaler de Tarvis li plui fer.
Con se duse li nostre cavaler.»
(Gianbattista Pellegrini,  La storia di Belluno.)
Nel periodo successivo Belluno subì continue invasioni da parte delle città contermini o da parte di potenze straniere, come Ezzelino III da Romano, i Caminesi, gli Scaligeri, i Visconti e i Carraresi, cosicché nella città si ebbe un periodo di forte instabilità politica, che finì quando Belluno non si concesse spontaneamente alla Repubblica di Venezia nel 1404.

### Il dominio veneziano

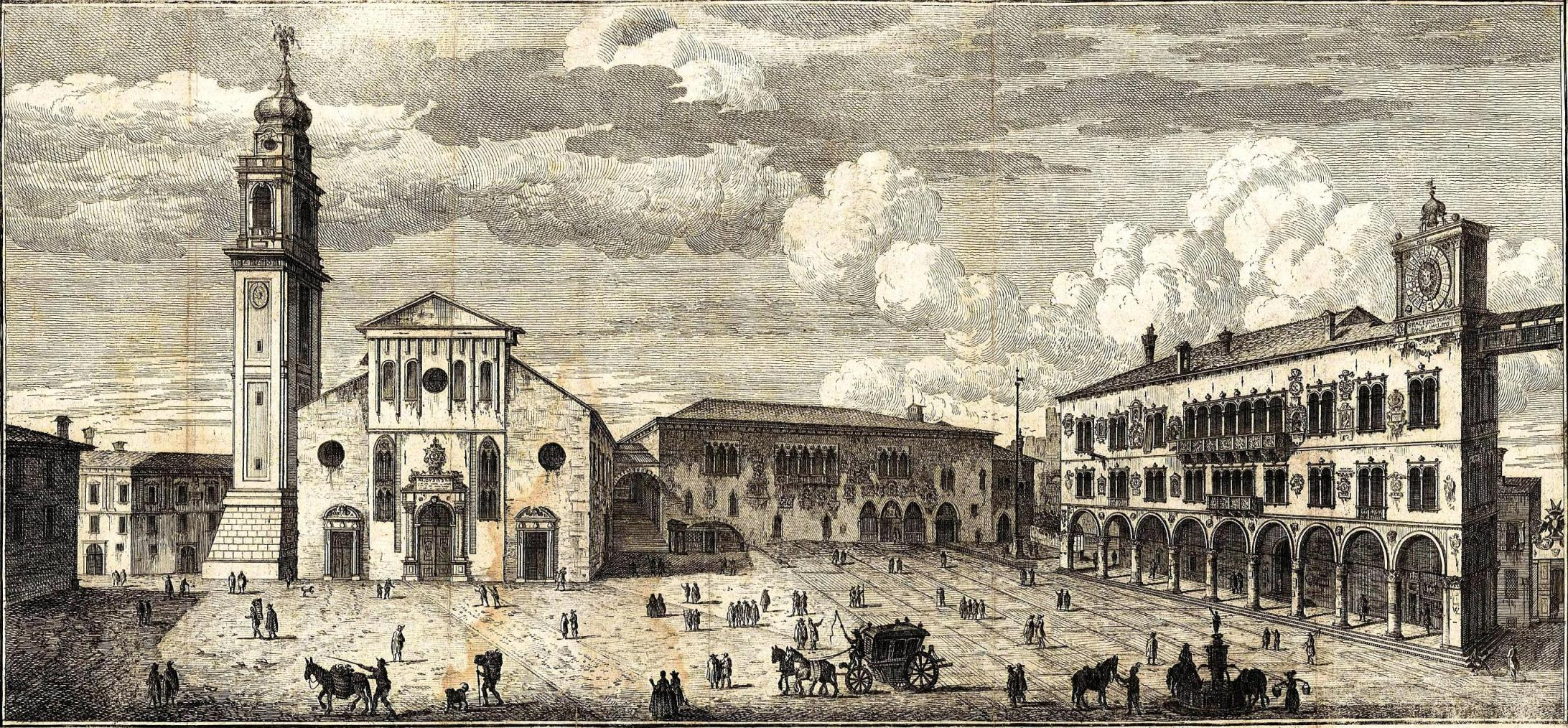
Stampa di Piazza Duomo di Tommaso Salmon (1750), si può notare l'antico palazzo del governo cittadino detto "la Caminada", oggi perduto

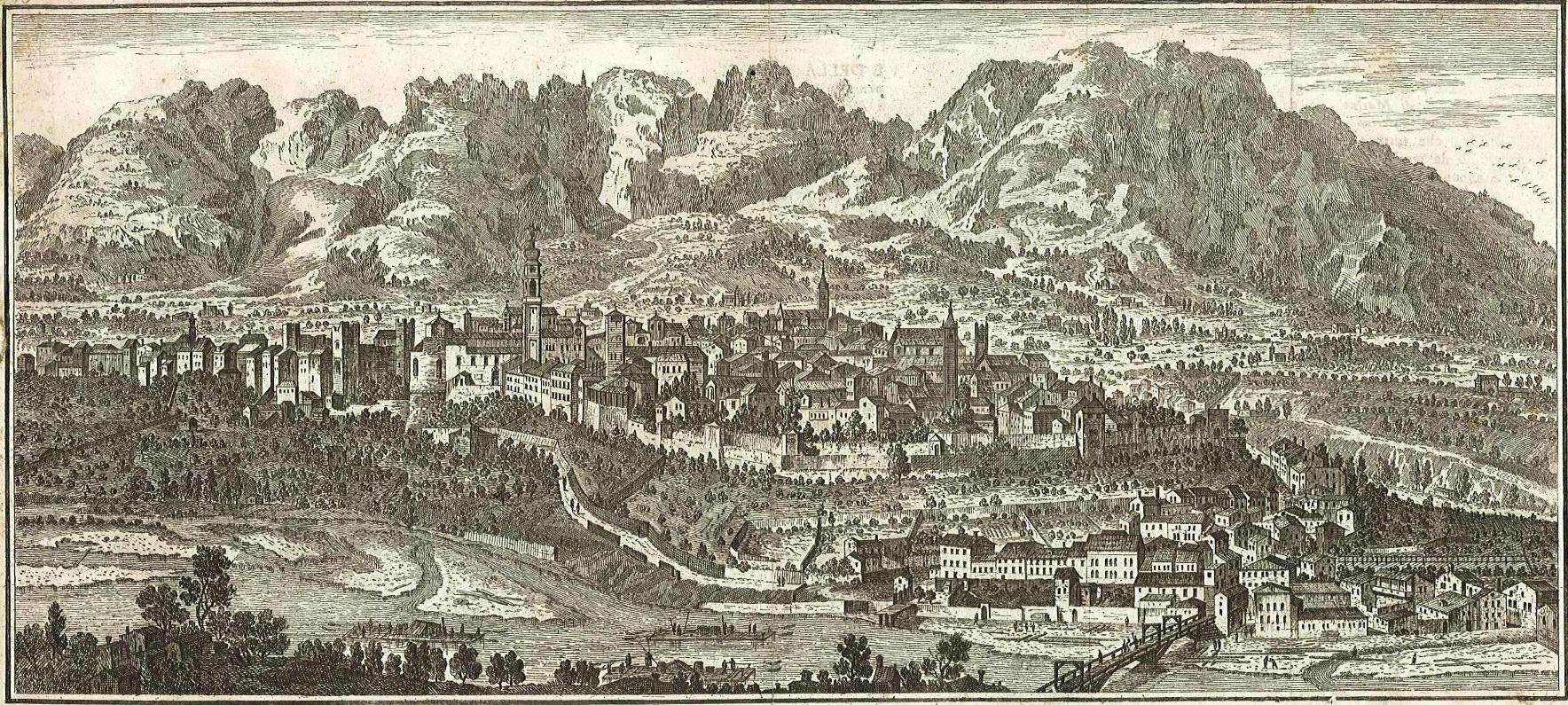
Vista della città di Belluno su una stampa antica del 1750 (si può notare ancora il castello)

Belluno si diede al dominio della Repubblica di Venezia in modo spontaneo nel 1404 a causa del vuoto politico venutosi a creare in tutta la provincia e l'impossibilità per le città bellunesi di creare un'autonomia politica che tenesse conto di tutte le esigenze interne e di politica estera. Iniziò così la pace più lunga e duratura di sempre, interrotta in sole due occasioni, tra il 1411 e il 1420, quando venne dominata dalle truppe di Sigismondo di Lussemburgo, venuto in Italia per una campagna contro la Repubblica di Venezia, e tra il 1509 e il 1511, quando l'imperatore Massimiliano I d'Asburgo assediò la città durante la Lega di Cambrai. Con la Battaglia di Cadore nel 1508 i veneziani vinsero clamorosamente la battaglia contro l'imperatore Massimiliano I d'Asburgo mentre tentava di invadere i territori della Serenissima
Il fatto che Belluno si fosse spontaneamente donata a Venezia comportò il mantenimento delle strutture politiche già esistenti, poiché la città della Serenissima non poteva arrogarsi dei diritti, come se avesse imposto con la forza la propria superiorità. La città mantenne così la sua amministrazione locale, che vedeva primeggiare il Consiglio dei nobili: Venezia allora seguì una politica pragmatica che vedeva l'appoggio appunto della nobiltà, così da garantirsi la fedeltà dei sudditi e del governo locale. I lagunari comunque non rinunciarono al controllo, svolto attraverso i funzionari presenti in città. Grazie ai rettori e ai vicari veneziani, che riuscivano ad infiltrarsi in ogni controversia, appoggiando di volta in volta la parte più opportuna, il contenuto politico locale venne gradualmente svuotato di significato e Venezia riuscì ad imporre il potere della Serenissima e del Consiglio dei nobili.
L'autonomia politica da Venezia ebbe però un doppio effetto. La capitale non attuò delle politiche di sviluppo a Belluno, ma vi prestò attenzioni solo per l'invidiabile posizione difensiva che aveva sul Nord. Altra attenzione che Venezia pose su Belluno fu quella rivolta ai beni originari, ossia legnami e materiali che garantirono a Venezia l'attività navale con bassi costi e prodotti manifatturieri a basso prezzo. La città lagunare ottenne in cambio la fedeltà assoluta dei bellunesi, che guardavano a Venezia come intermediario capace di tutelarli e di guardare ai suoi diritti.

### Il governo austriaco
Il dominio di Venezia terminò con la caduta della Repubblica di Venezia nel 1797, quando con il Trattato di Campoformio Napoleone Bonaparte cedette il Veneto all'Austria, con un mercantaggio non gradito dalla popolazione. Successivamente la città venne ripresa dai francesi, poi nuovamente ceduta all'Austria. Belluno infine tornò nel Regno d'Italia Napoleonico nel 1805, e vi rimase fino al 1815. I territori della Serenissima furono soggetti al saccheggio da parte dei Francesi. In questi pochi anni venne creato il Dipartimento della Piave e venne introdotto l'ordinamento francese con una nuova suddivisione territoriale che disegnò i confini dell'attuale provincia, esclusi i territori ladini. Nel 1815 Belluno ritornò nell'Impero austriaco, quando venne eletto il Primo Regio Consigliere in nome di Francesco I. L'amministrazione austriaca fu più attenta nei confronti della città di quella veneziana, infatti mantenne per quanto possibile il carattere socio-amministrativo di Belluno, favorendo il decentramento.
Vennero promossi i lavori pubblici, in special modo le grandi vie di comunicazione della provincia e con la Pianura veneto-friulana. Costruzioni degne di essere menzionate sono il Palazzo Cappellari e il Palazzo Rosso (1836), attuale sede del municipio. Altri lavori realizzati furono la costruzione di una grande fontana nel Campitello, che venne elevato al livello di piazza, chiamandola Piazza del Papa. Inoltre la città ottenne nel 1816 il titolo di Città regia.
Nel frattempo era incominciato un costante aumento demografico, tale da dare via al fenomeno dell'emigrazione, iniziato alla fine del XIX secolo e conclusosi solo con il boom economico italiano degli anni cinquanta. La principale meta di emigrazione era l'Austria, dove era richiesta manodopera per la costruzione di nuove ferrovie.
Sempre a livello di opere pubbliche, si ebbero delle importanti trasformazioni urbanistiche: vennero abbattute le mura della città e interrato il fossato, così che divenne più semplice il collegamento della città con la zona nord del Campitello. Quest'ultimo divenne il nuovo centro gravitazionale della città, anche se i servizi rimasero in piazza del Duomo. Inoltre vennero costruiti vari ponti sul Piave e sull'Ardo.

Il dominio austriaco durò cinquanta anni, a parte la breve parentesi del 1848, quando Belluno si dichiarò Libero Municipio nella risorta Repubblica Veneta, momento insurrezionale chiusosi nel 1849 con la resa di Venezia. Nel 1866 Belluno, con tutto il Regno Lombardo-Veneto, entrò a far parte del Regno d'Italia unificato dal Piemonte.
(Gigetto De Bortoli, Belluno: storia, architettura, arte, p.22)

### Il governo italiano
Con l'annessione al Regno d'Italia, si diffuse il sistema amministrativo centralizzato. La borghesia cittadina, entusiasta per l'annessione ma politicamente sprovveduta dopo secoli di domini stranieri, non seppe portare avanti una chiara linea nella conduzione agraria. Non vi fu pertanto alcun aumento produttivo e le condizioni dei contadini rimasero miserevoli. L'intera provincia, compresa Belluno, iniziò a decadere dal lato economico-sociale, e restò sempre più isolata rispetto al resto della regione, tanto che il fenomeno dell'emigrazione dalla città aumentò considerevolmente, non più verso l'Austria ma verso i paesi europei più sviluppati e le Americhe, in special modo il Brasile. L'emigrazione ebbe gravi effetti anche su Belluno: le risorse umane già istruite e preparate vennero meno e così fu difficile un avvio e un mantenimento di un certo grado di vita.
La città venne colpita anche da un disastroso terremoto il 29 giugno 1873 alle 4:29 del mattino. L'intensità era compresa tra il nono e il decimo grado della scala Mercalli, e gli effetti del sisma furono pari a 6.3 gradi della scala Richter. Dei 2010 edifici del comune, 23 crollarono (tra i quali 4 chiese) e 178 furono demoliti successivamente; inoltre ben 403 edifici furono ristrutturati e la restante totalità degli edifici fu riparata. Morirono 4 persone e i feriti furono 7, mentre 157 famiglie (per un totale di 771 persone) rimasero senzatetto.
Nel frattempo in città vennero costruiti alcuni edifici pubblici, come le scuole elementari e la stazione di Belluno (1886), oltre ad alcune strade e ponti (un ulteriore ponte sul Piave è del 1884) e un distretto militare (1909). Tuttavia la popolazione fu costretta a continuare ad arrangiarsi, cercando di valorizzare l'agricoltura, sperimentando il cooperativismo, fondando società operaie ed assicurative e trovando qualche suo rappresentante in Parlamento. Alcuni esempi furono l'Asilo Cairoli, che accoglieva figli di operai, o l'attività di don Antonio Sperti, che raccoglieva orfani dalle strade avviandoli allo studio e al lavoro nella sua officina.

#### Prima guerra mondiale

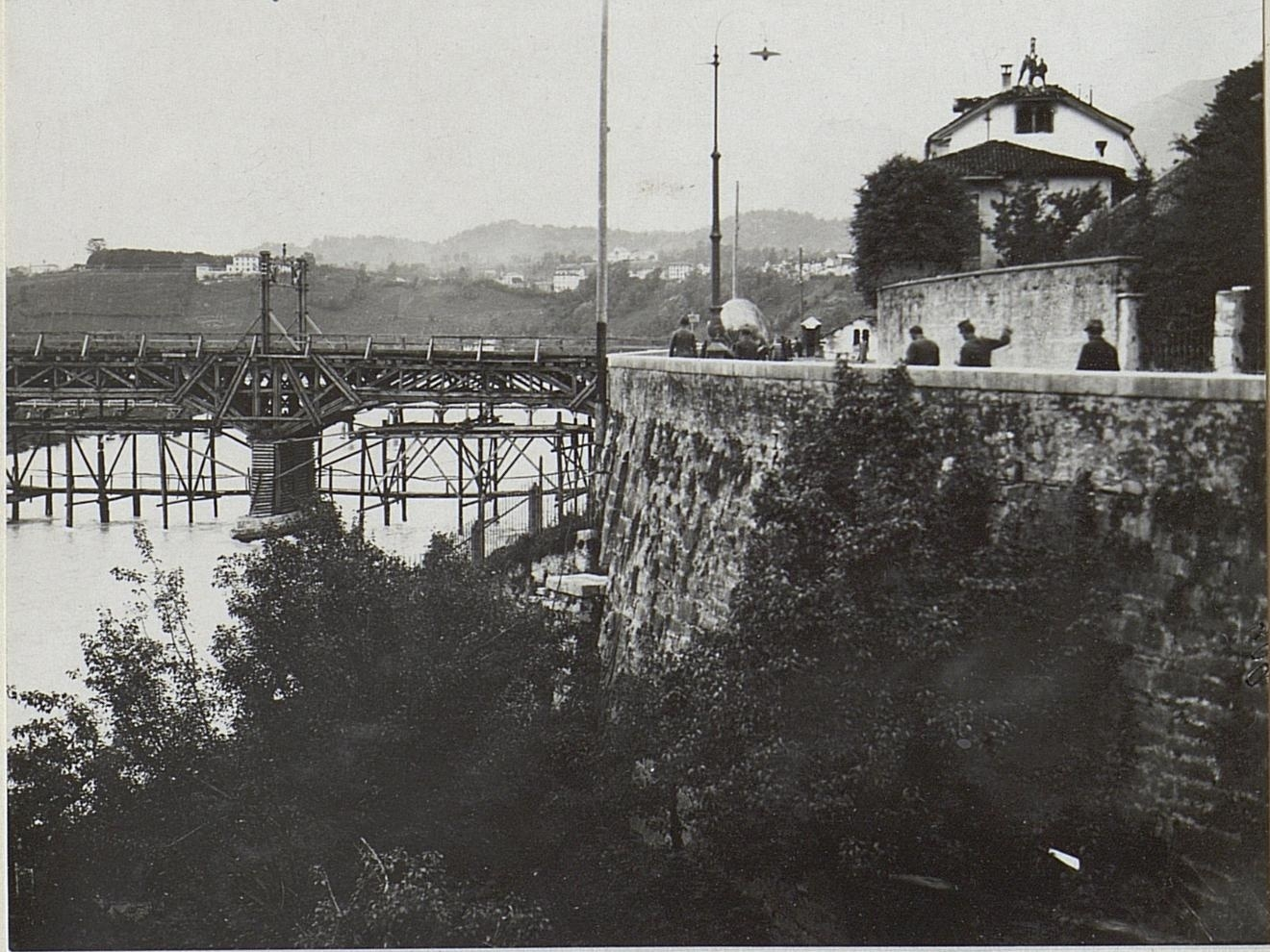
Belluno, il ponte sul Piave durante la prima guerra mondiale

A causa del rientro a Belluno di circa seimila emigranti espulsi dai paesi che erano già in guerra, la situazione sociale della città divenne critica. Il forte rincaro degli alimentari aggravò il malcontento popolare e i mancati finanziamenti da parte del governo di Roma per delle opere pubbliche che avrebbero impiegato parte della popolazione provocarono uno sciopero generale contro la fame e la disoccupazione indetto il 5 marzo 1915. Durante lo sciopero vi furono dei tafferugli, repressi da oltre 4000 uomini in armi.

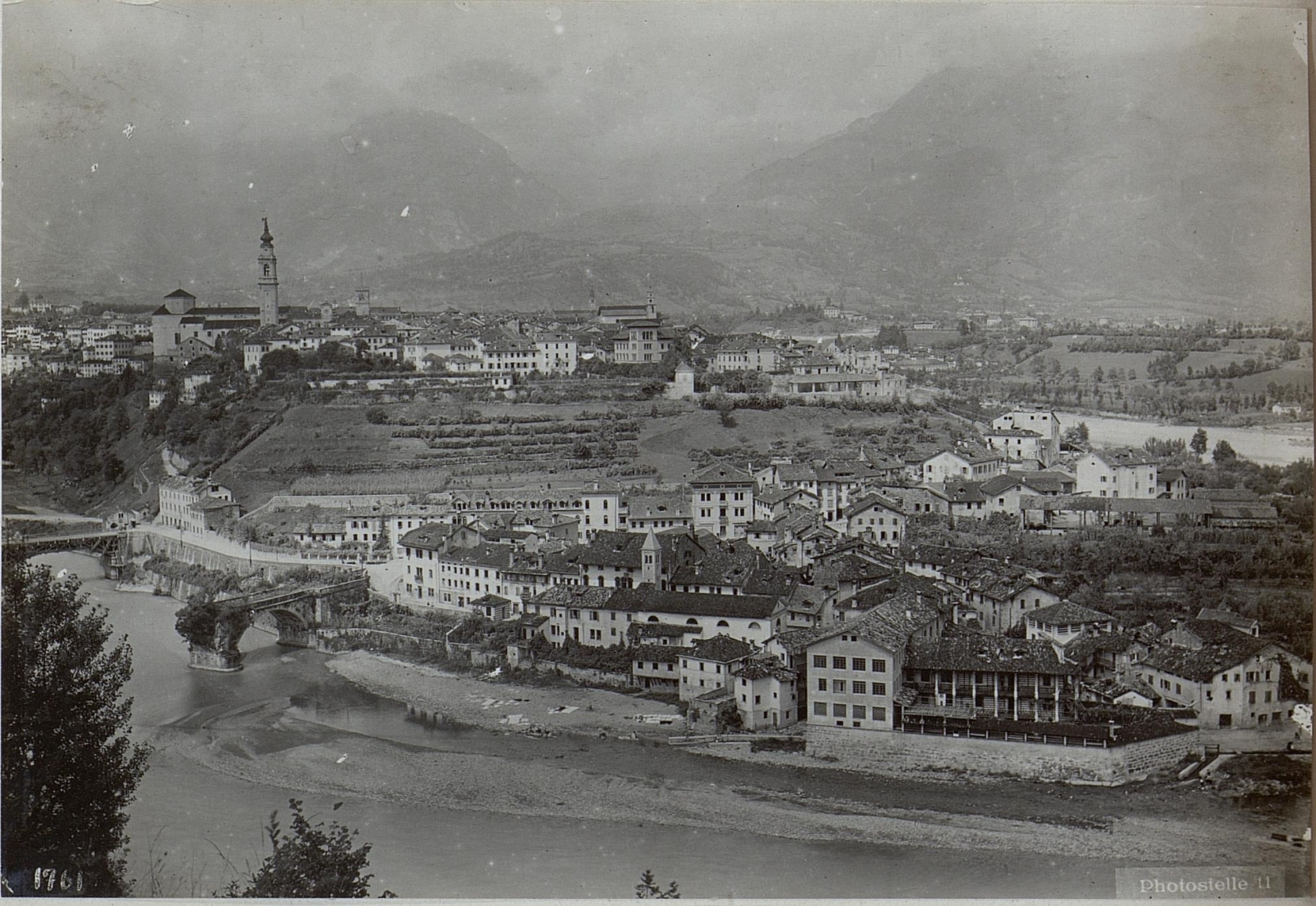
Borgo Piave durante la prima guerra mondiale

Il 24 maggio 1915 iniziò anche per l'Italia la prima guerra mondiale, che fu lo sfondo della città di Belluno per tre anni e mezzo. Inizialmente la città funse da centro della retrovia sul fronte italiano, e il Comitato di assistenza civile si impegnò nei sussidi a famiglie bisognose e soldati e curò il ricovero ed il mantenimento di minori, vedove, povere o ammalati. Ogni aiuto venne però incentrato sulla sola città, mentre le campagne vennero abbandonate a se stesse. La carità cittadina procurò scarpe e indumenti invernali per i soldati, mentre la raccolta popolare del soldino si premurava di raccogliere soldi per le truppe, a fianco alle sottoscrizioni mensili. La sfortuna colpì poi il territorio comunale: nell'agosto del 1917 un uragano si abbatté sulle campagne, distruggendo le colture e provocando come diretta conseguenza la carestia nel successivo inverno.
Il 1º settembre 1917 si svolse un duello aereo nel cielo di Belluno, dove morì, sotto gli occhi dell'atterrita e commossa popolazione, Arturo Dell'Oro, al quale venne successivamente dedicato l'aeroporto di Belluno. Pur di abbattere l'aereo nemico, Arturo si lanciò con il suo velivolo contro quello avversario, precipitando poi sulle rocce della Palazza, dove venne recuperato i giorni successivi e poi seppellito nel cimitero di Prade.
Il 24 ottobre 1917, giorno della disfatta di Caporetto, aprì il cosiddetto an de la fan (anno della fame) a Belluno. Più di 5000 cittadini e parte della giunta fuggirono dalla città, che fu interessata nei giorni successivi dal passaggio delle truppe italiane in rotta, che fecero saltare il viadotto ferroviario sull'Ardo e il ponte sul Piave. Il 10 novembre entrarono in città le truppe austriache che, lacere e affamate, saccheggiarono la città. Perfino la copertura di rame dell'angelo sul campanile del Duomo venne asportata, creando un danno ancora attuale alla statua, cioè delle infiltrazioni di acqua.
Il nuovo governo cittadino austriaco assegnò ad ogni cittadino una carta di legittimazione per il riconoscimento personale. La chiusura di scuole e società culturali, oltre che l'accanimento dei soldati contro biblioteche e quadri, cercava di nascondere il passato per combattere l'idea di nazione italiana. Migliaia di contadini dovettero lavorare per gli invasori nei campi, ma a questa imposizione il popolo rispose mangiando di notte le patate coltivate. I comitati cittadini, i parroci, i maestri si adoperarono per la comunità, anche se al nuovo vescovo Giosuè Cattarossi venne impedita la visita pastorale. All'inizio di dicembre si insediò in città il comandante di distretto Karl von Kantz: egli si comportò in modo equilibrato, senza infierire sulla popolazione, che apprezzò il suo comando. In città vennero collocati dei servizi logistici degli invasori, come l'armeria o gli edifici per ospitare le truppe della retroguardia.
Il 1º febbraio 1918 l'imperatore d'Austria Carlo I si recò a Belluno per galvanizzare le truppe, ma trovo la città semideserta e sotto coprifuoco. Dopo la vittoria italiana nella Battaglia del solstizio del giugno 1918, gli invasori fuggirono dalla città la notte del 30 ottobre, a circa un anno di distanza dal loro insediamento. Il giorno successivo il generale Giuseppe Vaccari liberò la città.
Il bilancio per Belluno fu pesante: nell'intero arco della guerra 3228 persone morirono di fame e 1574 morirono di malattie, in particolare l'influenza spagnola. Enorme fu infine la ricchezza pubblica e privata che andò distrutta o perduta.

#### Tra le due guerre
Con la fine della prima guerra mondiale la provincia di Belluno guadagnò alcuni comuni ladini, ma perse la sua importanza strategica che veniva ricoperta dal Trentino. A Belluno si evidenziava un clima di forti tensioni sociali dovute al crollo del commercio successivo alla guerra, a una forte inflazione e ai lentissimi risarcimenti dei danni di guerra. Nacquero così due nuovi partiti politici a Belluno, quello socialista, vicino agli operai, e quello popolare più sensibile alle masse contadine. Nelle elezioni del 1919 il PSI portò a Roma tutti e tre i suoi candidati bellunesi: gli avvocati Luigi Basso e Oberdan Vigna e l'operaio Giusto Santin. Nel marzo 1920 nacque a Belluno la Camera del Lavoro, il cui segretario fu l'emigrante Fortunato Viel. Tra il 23 e il 26 giugno dello stesso anno uno sciopero al grido di "casa, lavoro e pane" paralizzò l'intera provincia, aumentando il consenso al partito socialista e causando quattro morti a Santa Giustina. Il cambiamento definitivo avvenne quando nell'ottobre del 1920 i socialisti vinsero in ben 24 comuni della provincia.
Anche nelle politiche del 1921 fu confermata la superiorità socialista (15.045 voti) davanti ai popolari (13.890 voti), ma fu evidenziata con quasi 10.000 preferenze la forza del blocco fascista, abile a sfruttare il malcontento per la situazione economica. Il 14 gennaio 1922 i fascisti tennero a Belluno il primo comizio provinciale, fronteggiarono lo sciopero del 1º maggio e costrinsero i ferrovieri a riprendere il loro lavoro a luglio. Comunque non mancarono episodi contro di loro: il 23 aprile 1923 5 fascisti furono aggrediti a Cavarzano.

Nel frattempo il partito socialista si indebolì per le conseguenze del congresso di Livorno, e fu costretto nel 1922 ad introdurre una tassa-famiglia antidisoccupazione. Il 24 settembre 1922 si tenne l'ultimo consiglio comunale democratico, dopo di che i fascisti si impadronirono di Palazzo Rosso. Dopo la marcia su Roma la situazione precipitò: il 29 ottobre dello stesso anno i fascisti armati presidiavano Belluno, e il 30 il sindaco Vincenzo Lante si dimise. La città fu guidata da commissari prefettizi fino al 1927.

Alla fine del 1923 non esistevano ormai più il Psi, sindacati e i radicaldemocratici, e gli ultimi sussulti di questi partiti avvennero con l'assassinio di Giacomo Matteotti, ma furono repressi con la forza. Dopo una fugace apparizione a Belluno nel giugno 1923, fu assegnata la cittadinanza onoraria di Belluno a Benito Mussolini il 24 maggio 1924. Tra il 1921 e il 1936 l'emigrazione ridusse i bellunesi di oltre 1500 unità. Il regime considerò la provincia zona difensiva, quindi non la dotò di infrastrutture ma si limitò a favorire la pianificazione integrata tra montagna e pianura. Il fabbisogno di abitazioni costrinse il governo della città a far costruire il nuovo Quartier Cadore con 200 alloggi e 600 locali, mentre furono costruiti o completati alcuni edifici pubblici, tra i quali l'edificio delle Poste, una delle opere più significative del Novecento in città.

Il 24 settembre 1938 Mussolini giunse a Belluno in treno, inaugurando la tratta Venezia-Belluno via Vittorio Veneto. In questa occasione, riferendosi alle sanzioni di Ginevra contro l'Italia, il Duce pronunciò la celebre frase:
(Benito Mussolini, 24 settembre 1938)
Solo nell'ottobre 1942 nacque a Belluno un comitato antifascista, che trovò terreno fertile tra gli oppositori del ventennio dopo l'armistizio dell'8 settembre 1943.

#### Seconda guerra mondiale
L'8 giugno 1940 fu riaperta al culto la cattedrale. Il 10 giugno l'Italia entrò nella seconda guerra mondiale, ma questo evento era ormai largamente annunciato e il popolo era stato illuso che si sarebbe concluso in breve tempo. Nel marzo 1942 vi fu la precettazione civile di tutti i cittadini tra i 18 e i 55 anni; sempre nel 1942, verso la fine dell'annata, avvenne la ritirata dall'Unione Sovietica.
Il 19 luglio 1943 si tenne nella località di San Fermo a Belluno il tredicesimo incontro tra Benito Mussolini e Adolf Hitler, nella villa Gaggia. Nell'incontro, definito controverso, il duce non osò interrompere l'alleanza con la Germania e, visti gli insuccessi in Africa e in Sicilia, invocò l'aiuto militare da un alleato furioso per le disfatte italiane. Il 25 luglio 1943 la caduta del fascismo fu accolta -come scrisse il questore cittadino- con indubbi segni di giubilo come una liberazione.
Dall'8 settembre (data dell'armistizio) al 13 settembre 1943 Belluno fu occupata da 80 Alpenjäger, che non incontrarono alcun ostacolo. In seguito la città fu annessa al Terzo Reich, nell'Alpenvorland, ritrovandosi sotto la diretta giurisdizione tedesca con a capo il tirolese Franz Hofer. Alla fine del 1944 la città subì diversi bombardamenti, che interessarono soprattutto la stazione ferroviaria.
Nel frattempo sulle montagne attorno al capoluogo si organizzava la resistenza partigiana, sostenuta sia dal clero che dalla popolazione che offrì viveri, ospitalità ed informazioni ai partigiani. Nell'inverno 1943-1944 i partigiani si prepararono all'azione, sperando nell'arrivo degli Alleati. Alcuni di questi si paracadutarono nel settembre del 1944: tra di loro fu molto caro ai bellunesi il maggiore Harold William Tilman, che conquistò anche delle cime himalayane nella sua vita. Il 15 giugno 1944 ben 73 partigiani furono liberati dal carcere di Baldenich in un'operazione condotta da Mariano Mandolesi. Si ebbero episodi altamente dolorosi per la Resistenza, come quello del 14 settembre 1944, del 1º maggio 1945, che costò la vita a 17 civili inermi a Fiammoi, quello del 10 marzo 1945, quando 10 partigiani furono impiccati agli alberi in località Bosco delle Castagne, e quello del 17 marzo 1945, quando 4 partigiani furono impiccati ad altrettanti lampioni di piazza Campitello (poi ribattezzata, in ricordo di questo evento, piazza dei Martiri); la sera della stessa giornata il vescovo Girolamo Bartolomeo Bortignon, incurante dei pericoli, si recò in piazza per baciare e benedire le salme dei partigiani.
Il 26 aprile 1945 fu ordinata la mobilitazione generale partigiana, che portò all'aumentare della dotazione di armi e alla liberazione di vari detenuti politici. Il 2 maggio la città poté considerarsi sicura, con la consegna dei prigionieri nazisti agli Alleati, avvenuta in piazza Duomo.

#### Dal dopoguerra al Duemila
Il 25 aprile 1947 fu assegnata a Belluno la Medaglia d'oro al valor militare per l'eroica resistenza partigiana che si sviluppò sulle montagne nei dintorni della città e portò alla liberazione di quest'ultima. Riguardo agli sport invernali, nel 1953, in località Nevegal, si aprì un nuovo impianto sciistico, mentre nel 1956 Cortina d'Ampezzo ospitò i VII Giochi olimpici invernali: fu proprio il 27 gennaio di quell'anno che il presidente della repubblica Giovanni Gronchi visitò Belluno.
Nel 1960 si iniziò la costruzione del nuovo Ospedale San Martino, il quale fu concluso a fasi alterne tra il 1967 e il 1988. Il 9 ottobre 1963 il disastro del Vajont distrusse Longarone e alcuni paesi limitrofi uccidendo quasi 2000 persone; l'ondata d'acqua riversatasi nel Piave causò gravi danni anche a Belluno, dove fu necessario un piano di ricostruzione del quartiere di Borgo Piave. Il 4 novembre 1966 un'alluvione colpì la città di Belluno e tutta la sua provincia, causando 24 morti, oltre a 15 000 alluvionati, 150 case e 17 ponti distrutti. La città si ritrovò con Borgo Piave allagata, gli acquedotti fuori uso così come i collegamenti ferroviari e telefonici.
Il 26 agosto 1978 Albino Luciani, originario di Canale d'Agordo, patriarca di Venezia e già sacerdote a Belluno, fu eletto papa con il nome di Giovanni Paolo I: il suo fu un pontificato brevissimo, poiché morì appena 33 giorni dopo la sua elezione. Nel 1979 l'onorevole Gianfranco Orsini presentò una proposta di legge per attribuire competenze autonome alla provincia di Belluno nell'ambito della Regione Veneto; la proposta fu rifiutata più volte. Nello stesso anno la Pallavolo Belluno raggiunse la Serie A. Nel 1985 il Nevegal e Belluno ospitarono le Universiadi della neve, per i quali la città si dotò di alcune infrastrutture come la piscina comunale e il palaghiaccio (ora Spes Arena) in località Lambioi.
Il 12 luglio 1993 fu istituito il Parco nazionale delle Dolomiti Bellunesi, che comprende i monti che si trovano sul confine settentrionale del comune. Nel 1998 fu inaugurato il parcheggio di Lambioi, il quale si dotò di scale mobili che arrivano direttamente in piazza Duomo. Nel 1999 Belluno venne scelta, da una giuria internazionale, come Città alpina dell'anno per il suo impegno nel mettere in atto la Convenzione delle Alpi.
Tra il 15 settembre 2007 e il 6 gennaio 2008 palazzo Crepadona ospitò la mostra Tiziano: l'ultimo atto, nella quale furono esposte numerose opere dell'artista cadorino Tiziano Vecellio. La mostra ebbe una risonanza internazionale, come dimostrano le 124.333 presenze registrate.
Nel 2009 le Dolomiti, compreso il monte Schiara che chiude a nord il territorio comunale, sono state inserite nel patrimonio dell'umanità da parte dell'UNESCO. Sempre nello stesso anno, tra il 28 marzo e il 12 luglio, si è tenuta una mostra in onore di Andrea Brustolon, scultore e intagliatore bellunese, definito nel 1847 da Honoré de Balzac il Michelangelo del legno: le presenze totali furono di 26.461 visitatori.

Gonfalone comunale

### Simboli
Stemma
Lo stemma è stato riconosciuto con DCG del 25 aprile 1929.
Gonfalone
Il Gonfalone è decorato con la Croce di Guerra e con la Medaglia d’Oro al Valor Militare.

### Onorificenze
La città di Belluno è tra le istituzioni decorate al valor militare per la guerra di Liberazione, insignita il 16 marzo 1947 della medaglia d'oro al valor militare per la sua attività nella lotta partigiana durante la seconda guerra mondiale.

## Monumenti e luoghi d'interesse

### Architetture religiose

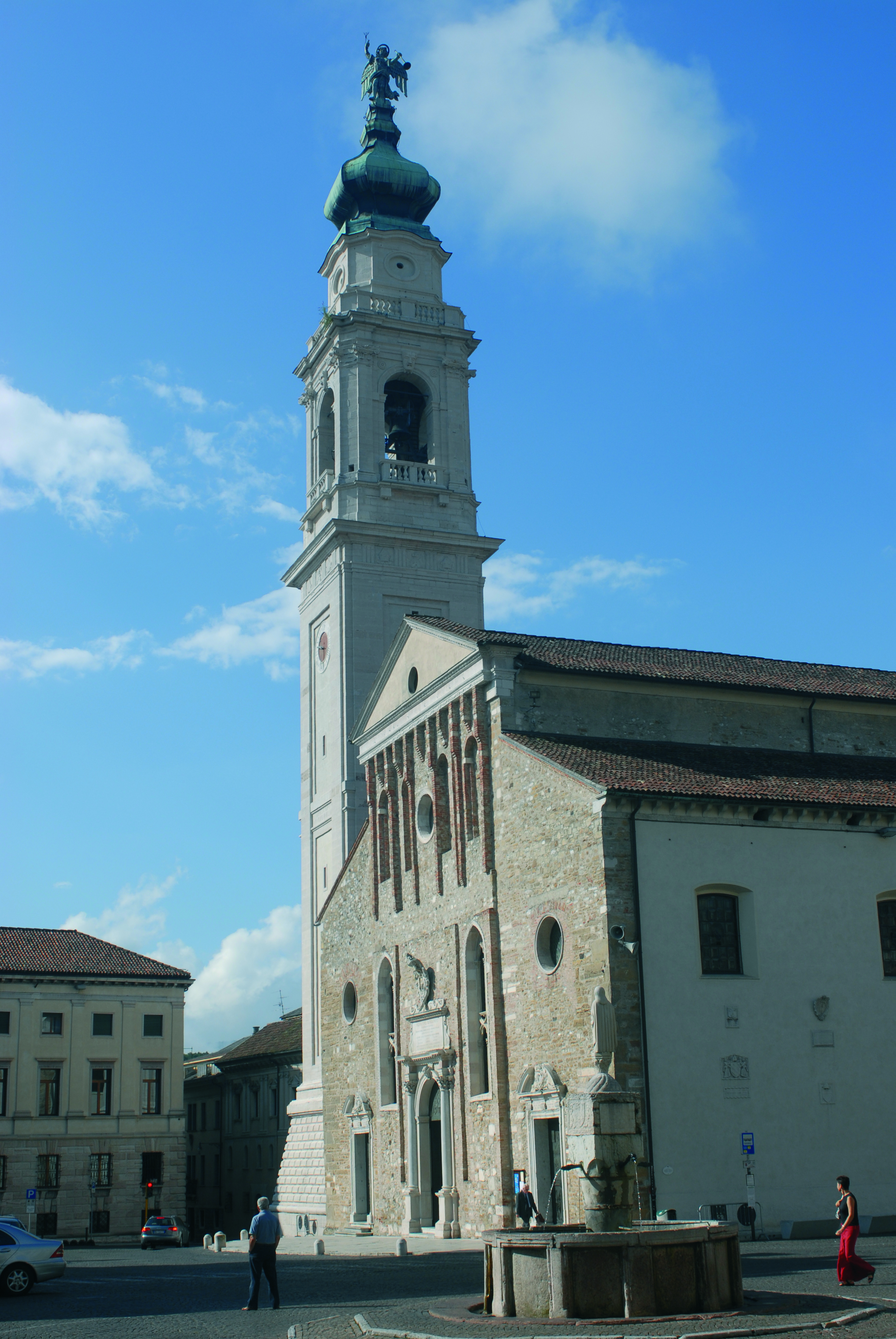
La basilica cattedrale di San Martino, con il campanile progettato da Filippo Juvarra

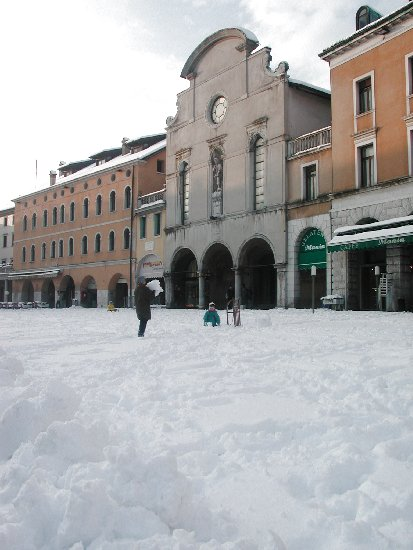
Piazza dei Martiri innevata con la chiesa di San Rocco in primo piano

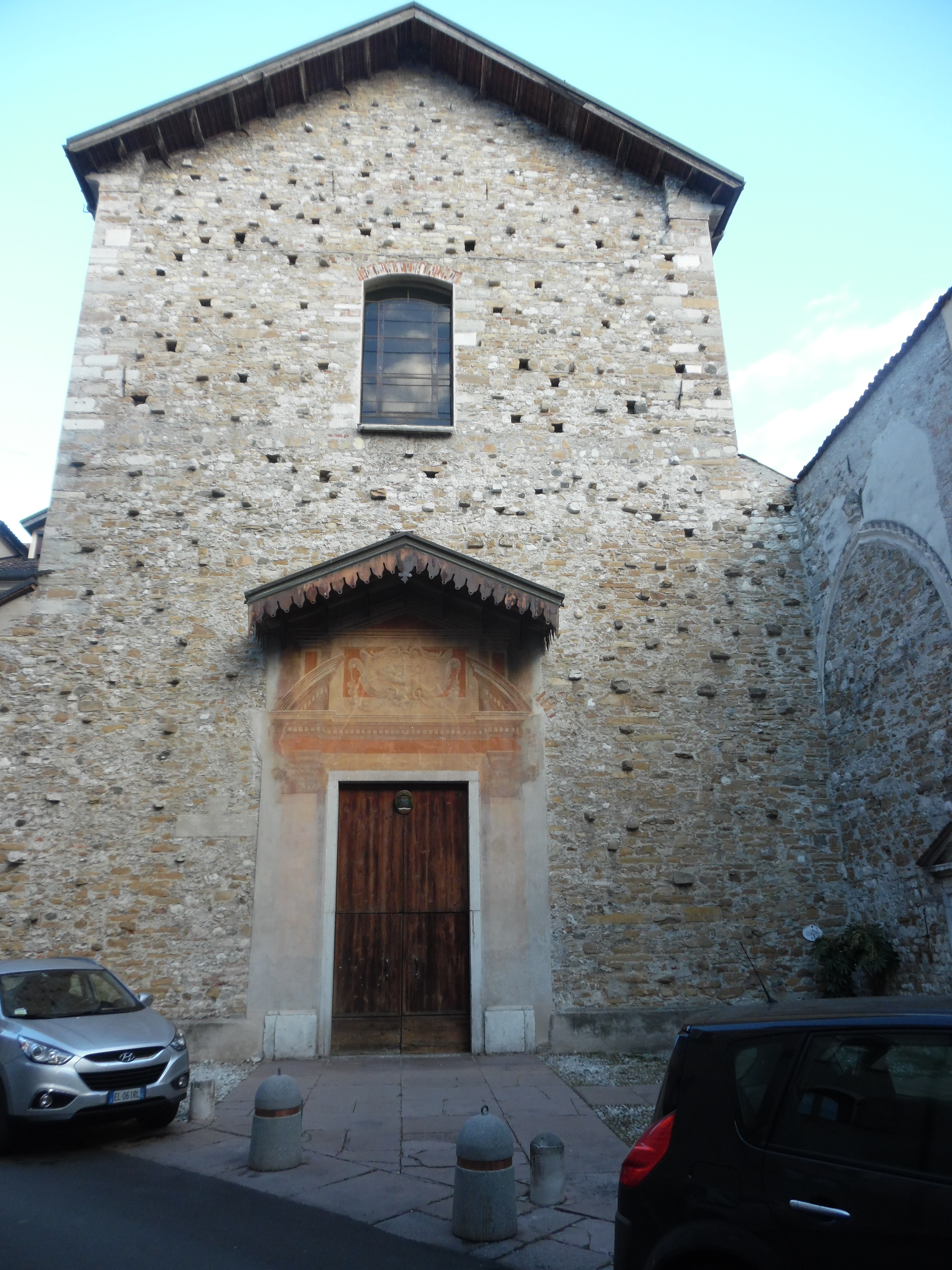
La chiesa di San Pietro

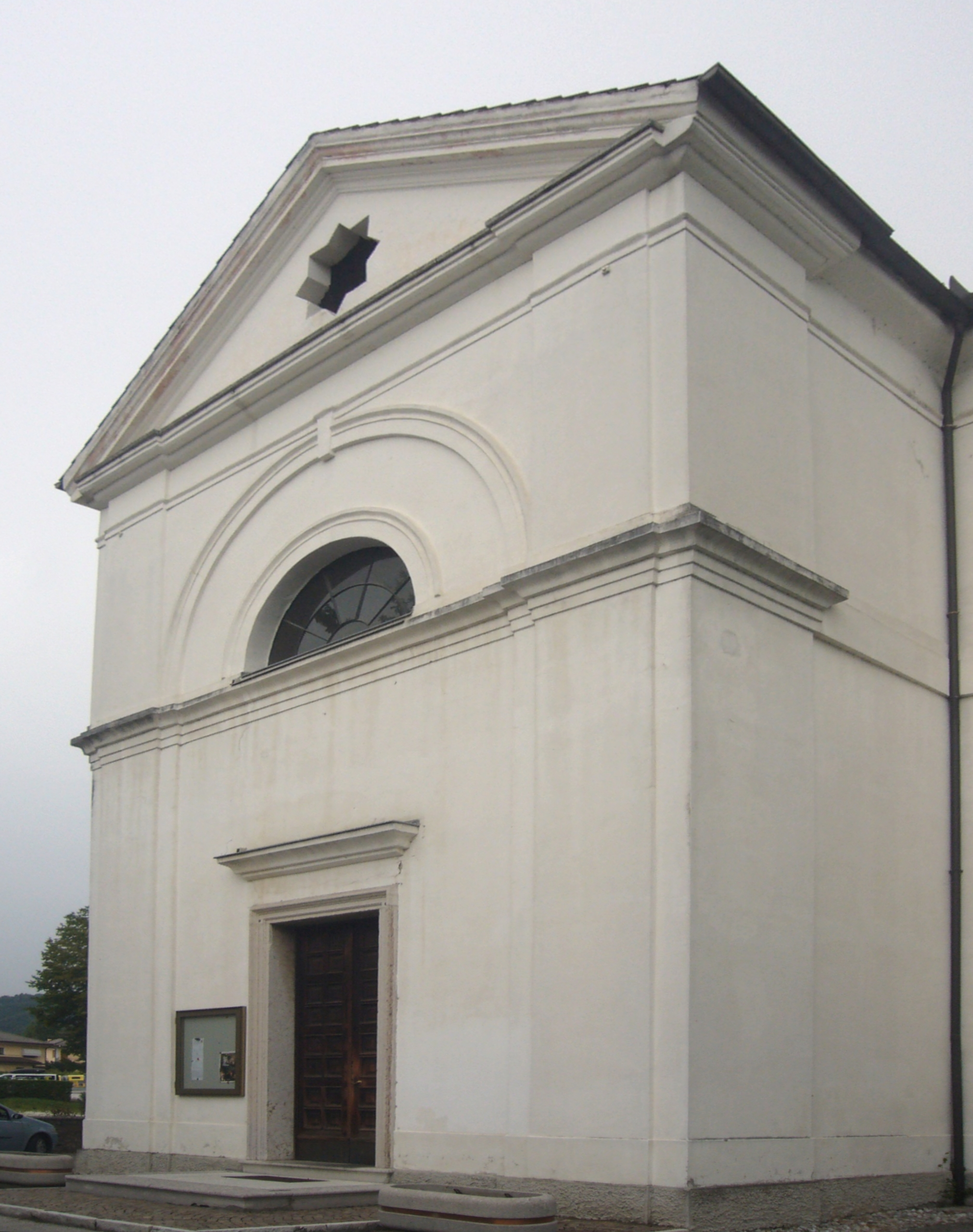
La chiesa di San Pietro Apostolo a Sargnano

- Basilica cattedrale di San Martino: edificata sul luogo ove sorgeva un'antichissima chiesa paleocristiana, si hanno successive testimonianze di un edificio religioso costruito nell'850 ed intitolato a San Martino. L'attuale costruzione è la realizzazione di un progetto del 1517 di Tullio Lombardo, mentre il vicino campanile è di un periodo successivo: infatti il suo progetto, di Filippo Juvarra, venne realizzato tra il 1732 e il 1743, mentre la cupola si completò solo nel 1756.
- Chiesa di Santa Maria delle Grazie: più comunemente nota con il nome di Battistero, questa chiesa si trova a pochi passi dalla Cattedrale. La funzione di Battistero venne assunta nel 1555 prima svolte nella chiesa di San Giovanni Battista, ed inoltre ereditò le funzioni e gli arredi della trecentesca chiesa di Sant'Andrea, dove era venerata l'immagine della madonna. L'attuale riedificazione è del 1896, mentre la chiesa ha subito un restauro nel 1970. L'edificio inoltre presenta due campanili laterali che sostituirono nel 1896 quello centrale, abbattuto perché molto danneggiato dopo il terremoto del 1873.
- Chiesa di San Pietro: la data di inizio dei lavori risale al 1282, e questi durarono per più di quaranta anni, terminando solo nel 1326. Una prima ristrutturazione avvenne nel 1465, quando il Consiglio cittadino stanziò 500 lire per questo lavoro, mentre subì una totale demolizione negli anni trenta del XVIII secolo. Solo un ventennio più tardi venne ricostruita su un progetto del 1709 di Ludovico Pagani. L'attuale configurazione invece risale al 1882, in seguito ai danni provocati dal terremoto del 1873. Della costruzione originale conserva la sola cappella gotica ora inglobata nel Seminario Gregoriano attiguo. All'interno ospita opere di Sebastiano Ricci, dello Schiavone e di Andrea Brustolon.
- Seminario Gregoriano: convento francescano dal XIII secolo al 1806, dal 1834 è sede del seminario vescovile.
- Ex Chiesa di Santa Maria dei Battuti: d'impostazione gotica, fu edificata intorno al 1330, e nel corso del secolo fu abbellita con vari dipinti ed affreschi. Nel 1415 venne completata la torre campanaria, mentre il presbiterio fu finito solo nel 1429. Durante il XIX secolo la chiesa fu ceduta al demanio e il portale gotico venne tolto dalla chiesa e collocato altrove. Attualmente della facciata resta solo il rosone centrale in pietra.
- Chiesa di San Rocco: di aspetto rinascimentale in pietra bianca di Castellavazzo, fu costruita nel 1530 in onore del Santo patrono e guaritore degli appestati. Aperta al pubblico nel 1561, subì un restauro nella seconda metà dell'ottocento. All'esterno si notano due affreschi datati 1564, mentre all'interno sono da segnalare il tabernacolo dell'altare maggiore e il dipinto Assunzione di Cesare Vecellio.
- Chiesa di Santo Stefano: dopo la delibera concessa nel 1463 per la sua costruzione, i suoi lavori partirono dal 1468, sull'antica chiesa di Santa Maria delle Grazie. I suoi lavori terminarono nel 1485, mentre nel 1480 era stato rinvenuto il sarcofago di Flavio Ostilio. La facciata principale, semplice e grezza, è fatta con pietra in vista, mentre il portone in bronzo è opera dello scultore Dante Moro. L'interno della chiesa, a tre navate, è suddiviso da alte arcate ogivali che sostengono volte a crociera. All'interno si possono trovare opere, tra gli altri, di Andrea Brustolon e della scuola di Tiziano Vecellio.
- Ex Convento dei Serviti: adiacente alla chiesa di Santo Stefano, il convento presenta un elegante chiostro iniziato nel 1462, in stile gotico, di forma quadrata, con una serie di arcate ogivali con colonne in pietra. L'edificio ospita attualmente l'Intendenza di finanza.
- Chiesa di San Biagio: il luogo di culto più antico di tutta Belluno, è dedicato a San Biagio, medico che visse in Armenia tra il terzo e il quarto secolo.
- Ex Collegio dei Gesuiti: il complesso venne eretto a partire dal 1704 su un progetto originale dell'architetto Andrea Pozzo con l'annessa chiesa di Sant'Ignazio, ridisegnata in forme più lineari nel 1714 dall'austriaco Matthias Gremsel. Nel 1773, con la soppressione dei Gesuiti, il complesso fu trasformato in scuola pubblica, ma venne requisito dai francesi nel 1797. Fu sede dell'Istituto Militare di Educazione Inferiore asburgico tra il 1854 e il 1862, mentre vi risiedette il Distretto Militare provinciale fino al 1995.
- Chiesa di Santa Maria di Loreto: venne costruita tra il 1612 e il 1641 sul disegno del cappuccino Andrea da Venezia, a completamento dell'annesso convento delle Monache clarisse. La chiesa subì una risistemazione nel 1952 da parte di Alberto Alpago Novello, ma questi lavori conferiscono all'interno una certa disomogeneità stilistica. All'interno si trovano opere di Andrea Brustolon, Francesco Frigimelica il Vecchio e Antonio Lazzarini
- Chiesa di San Nicolò: in Borgo Piave, eretta nel 1361 su ordine di Nicolò Cursore. Durante il 1547, come testimonia Doglioni, la chiesa venne modificata dal rettore Domenico Faletro, quindi ora non ci resta nulla dell'originaria costruzione, che sicuramente non aveva grandi dimensioni.
- Chiesa di San Giuseppe: in Borgo Prà, eretta nel 1797, fu frequentata da personaggi illustri quali papa Gregorio XVI e Albino Luciani, futuro papa Giovanni Paolo I.
- Chiesa della Beata Vergine della Salute: si trova nel porticato del Monte di Pietà; dotata di un piccolo ingresso, si nota sul fondo l'altare rialzato ed inquadrato tra due porte.
- Chiesa parrocchiale di Sargnano: venne costruita nel XIX secolo.
- Chiesa dei Santi Gervasio e Protasio: in San Gervasio, viene eretta nel 1210 per conto dell'ordine cistercense, continua la sua opera con annesso monastero fino al 1907. É tuttora un luogo di culto per la comunità circostante.

Significative sono anche la chiesa di San Martino, con pale e segni di affreschi del seicento, nella frazione di Sopracroda, e la cinquecentesca chiesa di San Micel.

### Architetture civili

#### Palazzi

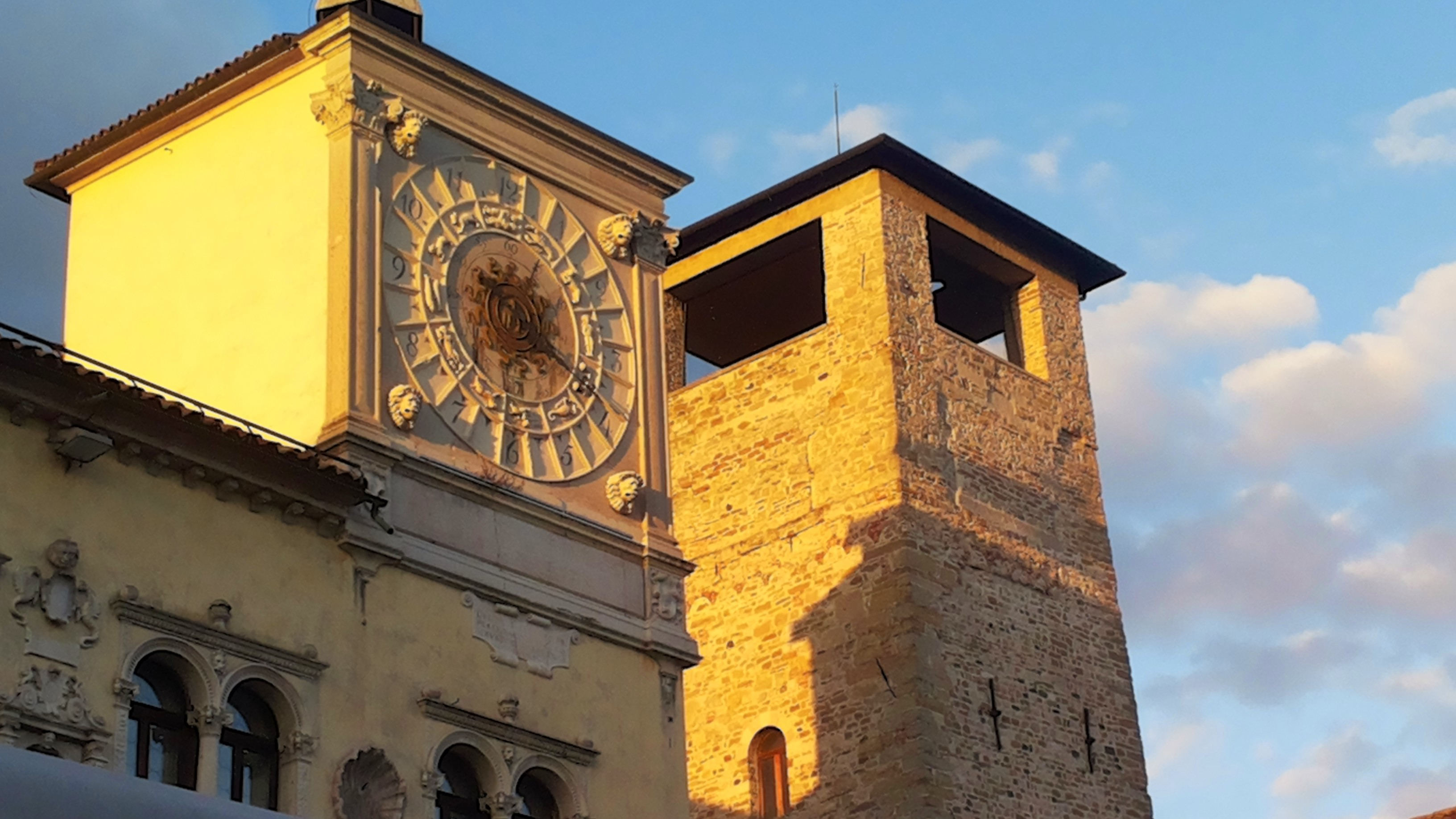
La Torre del Palazzo dei Rettori e quella Civica in piazza Duomo

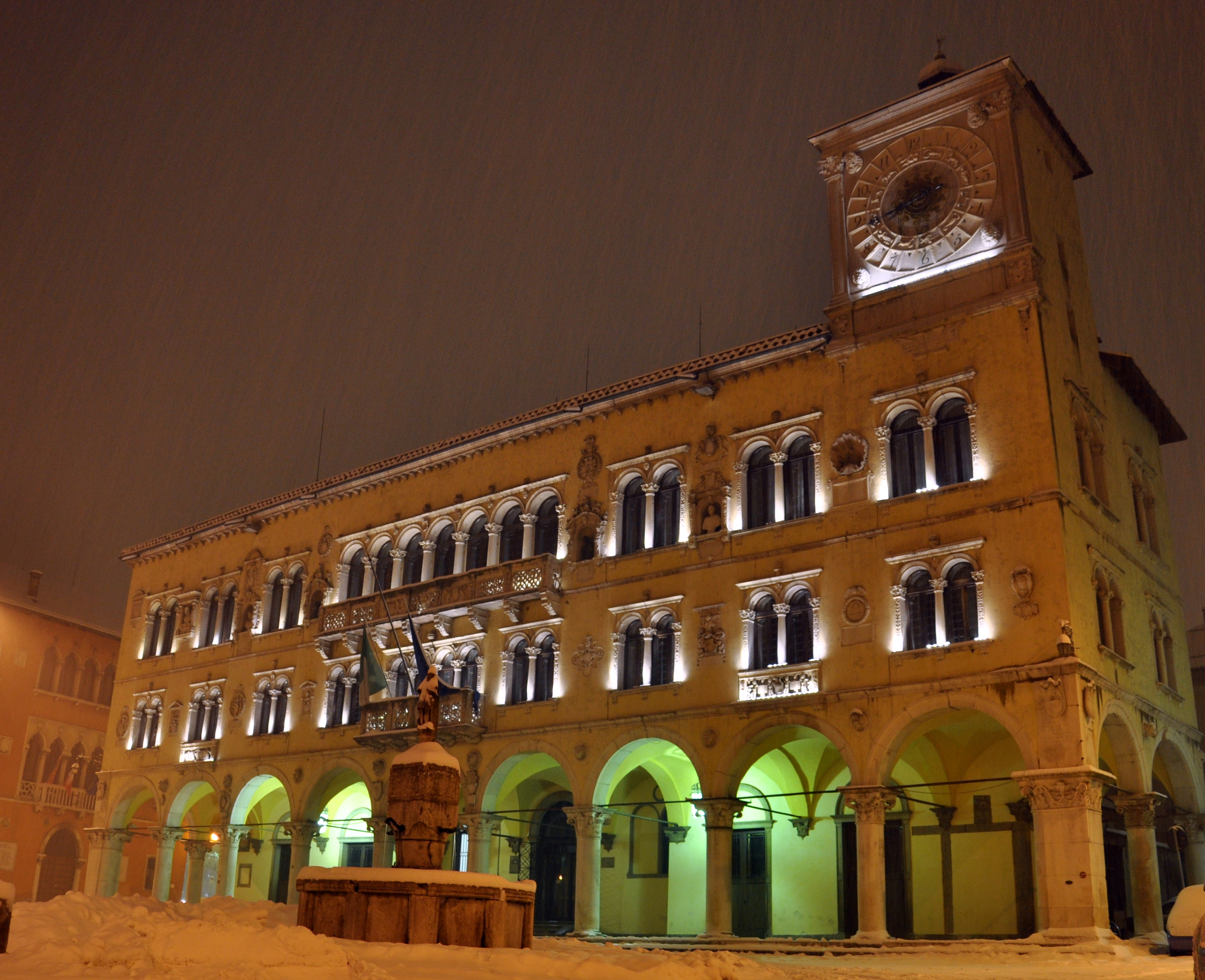
Il Palazzo dei Rettori costruito dalla Repubblica di Venezia, oggi sede della Prefettura

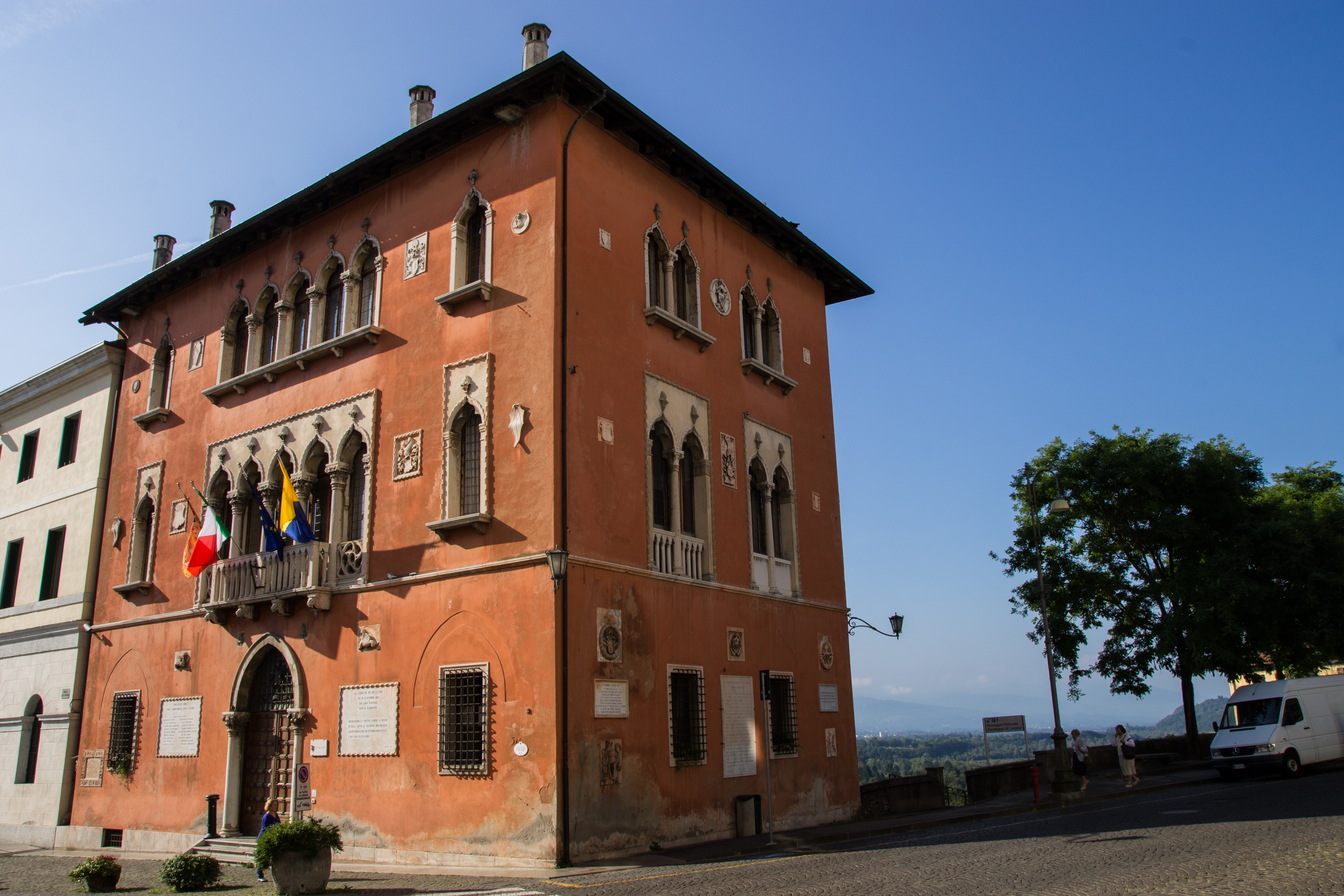
Palazzo Rosso di Giuseppe Segusini, sede del consiglio cittadino e il balcone di Piazza Castello sul Piave

- Palazzo dei Rettori: edificio realizzato a varie riprese partendo dal 1409 fino al 1536, non si è ancora sicuri sul nome dell'architetto, che potrebbe essere o il veneziano Giovanni Candi o il fiorentino Lorenzo Ghiberti. Inoltre tra il 1536 e il 1547 venne innalzata la Torre dell'Orologio, su progetto del fiesolano Valerio da San Vittore. Fu sede per quasi quattrocento anni dei rettori di Belluno, attualmente ospita la prefettura.
- Palazzo Rosso: edificio costruito nel 1833 dall'architetto feltrino Giuseppe Segusini, in stile neogotico, nell'area ove sorgeva l'antica sede comunale, la Caminada, riutilizzando anche il materiale ottenuto dalla demolizione di quest'ultima. Ivi si trova la sede del comune di Belluno[20].
- Palazzo dei Vescovi-Conti: il primitivo palazzo venne edificato nel 1190, ma di questo non restano che i possenti muri nell'atrio di ingresso. Un richiamo alla struttura originale è la torre del lato nord, rifatta nel 1940 e conforme il più possibile alla forma originaria, mentre l'attuale edificio è del 1690 e venne ristrutturato nel XIX e nel XX secolo. Ospita l'Auditorium.
- Palazzo Fulcis de Bertoldi: la facciata e alcuni elementi interni, come la scala d'onore e il salone a doppio piano, sono stati realizzati nel 1776 dall'architetto Valentino Alpago Novello, su commissione della famiglia Fulcis in occasione del matrimonio tra Guglielmo Fulcis e la contessa trentina Francesca Migazzi De Vaal; questo intervento è andato ad uniformare in un unico fabbricato tre preesistenti edifici sconnessi, di cui uno almeno già di proprietà della citata nobile famiglia bellunese. Il palazzo ha poi subito vari interventi nel corso del XIX secolo, ai quali ha seguito una lunga fase di abbandono nella seconda metà del XX secolo: acquistato dal Comune di Belluno tra il 1982 ed il 1988, è stato oggetto di un intervento di restauro dal 2009 al 2016 al fine di farlo divenire la nuova sede del museo civico cittadino, aperto nel 2017.
- Palazzo Crepadona: palazzo nobiliare cinquecentesco, fatto costruire da Niccolò Crepadoni il quale unì insieme una serie di edifici precedenti, di cui l'altana conserva forse l'impianto di una delle antiche torri, che sopravanzavano le mura cittadine. Dal 1981 si trova al pianterreno il sarcofago di Flavio Ostilio Sertoriano. L'edificio ospita mostre, anche di livello internazionale, ed è sede della biblioteca e del centro culturale comunali.
- Palazzo dei Giuristi: ex sede del Museo civico di Belluno, è stato eretto nel 1664 dal Collegio dei Giuristi. In stile rinascimentale, conserva numerosi reperti della storia di Belluno. Scelto come sede del museo nel 1873, fu aperto al pubblico nel 1876.
- Monte di Pietà: iniziata la sua costruzione nel 1501, sotto la spinta della predicazione di Elia da Brescia, venne completata nel 1531. All'epoca divenne il simbolo delle contestazioni contro il governo della città, anche se il Comune aveva stanziato una grossa somma di denaro per la costruzione. Conserva il portone originale rinforzato e una parte della decorazione.
- Palazzo Costantini: si trova in Piazza delle Erbe, fu eretto dalla famiglia Costantini nel 1550 circa, sopra la "loggia di Foro", luogo aperto a pubbliche riunioni costruito nel 1347 e ristrutturato nel 1471. Riguardo al palazzo spiccano il bel Leone di San Marco e le trifore centrali al primo e secondo piano. Interessante il portico formato da quattro archi, due rinascimentali e due gotici, sotto i quali si nota un elegante balaustra in colonnine bianche.
- Palazzo Batti Vinanti: edificio impreziosito da due trifore che scandiscono il ritmo ascendente del gotico veneziano. La facciata ha una composizione asimmetrica, infatti la trifora del secondo piano è più stretta rispetto a quella del primo, dove si trova anche un piccolo poggiolo, sulla sinistra delle trifore si trovano due monofore trilobate.
- Palazzo Piloni: fatto costruire nel 1550 dalla famiglia Piloni, l'edificio è impostato su un largo portale in pietra, sormontato da un largo poggiolo in pietra e ferro, che delimita la facciata del piano terra costituita da bugne in pietra. Nella sala dell'ingresso centrale ci sono alcuni affreschi, rappresentanti le quattro stagioni, attribuibili a Cesare Vecellio[21].
- Palazzo Regozza Longana: palazzo seicentesco che si apre su via Mezzaterra, presenta una facciata disposta su tre piani principali, in ciascuno dei quali ci sono tre trifore ad arco a tutto sesto centinato e definito da un architrave, di netta impronta seicentesca[22]. Si nota infine al primo piano un poggiolo a forma di pulpito con ringhiere in ferro battuto in stile rinascimentale.
- Palazzo Reviviscar: del primitivo palazzo, andato distrutto in un incendio del 1933, non resta che la facciata, mentre il resto della costruzione era del 1400, e successivamente ampliato e abbellito alla fine dello stesso secolo. Il nome venne dato dalla famiglia Persico che possedeva il palazzo, successivamente alla morte dei due figli prematuramente, infatti reviviscar significava nel dialetto di allora "rinascere". Ai lati si alzano due altane ricordo delle torrette medievali; ora è sede dell'Associazione Industriali della Provincia.
- Palazzo Doglioni: il palazzo conserva ancora tutto il suo splendore cinquecentesco: gli archi sono sostenuti da colonne rinascimentali, con i capitelli a volute ioniche. Il primo piano ha porte e finestre disposti a quadrifora, e i capitelli sono anche questi rinascimentali. Il secondo piano, nella sua semplicità, si rifà addirittura all'architettura del 1400. Il palazzo è ora sede della Banca Cattolica.
- Palazzo Sammartini: palazzo di epoca cinquecentesca, sono state recuperate con un recente restauro le bifore e la loggia sul cortile interno. La facciata, di un caratteristico colore rosso, poggia su alti archi, mentre le slanciate serie di finestre e balconi aumentano la verticalità del palazzo, di tipico stile lagunare.
- Palazzo Nosadani o Casa del Capitano: una delle più antiche fabbriche della città, si erge sopra quattro colonne con dei bei capitelli a voluta ionica. Anche se è stato notevolmente rimaneggiato, lascia ancora intravedere la struttura a trittico del XIV secolo.
- Ex Ospedale dei Battuti: già prima del 1360 si trovava su questo luogo un ospizio per poveri e viandanti, che è stato sostituito dal palazzo attuale costruito intorno al 1520, che divenne al tempo stesso ospedale e luogo di accoglienza per i forestieri. Mantenne questa funzione fino al 1793, quando l'ospedale venne trasferito in via Loreto.
- Palazzo Grini: costruito durante il XVI secolo, si trova all'incrocio tra vicolo San Pietro e via San Pietro. Da notare la "Porta dei morti", un uscio laterale all'edificio che serviva per l'uscita dei feretri, quasi a non contaminare l'ingresso principale.
- Palazzo Minerva: si tratta di un palazzo neoclassico, costruito alla fine del settecento, su progetto dell'architetto Francesco Maria Preti. Nel sottoportico un tempo erano murate due lapidi, in onore di due pittori bellunesi.
- Palazzo Fulcis-Marchetti-De Faveri: palazzo costruito nel XVI secolo. Alla base uno spazioso portico è formato da colonne di pietra bianca di Pinè e da grandi archi a tutto sesto. All'interno è presente un affresco seicentesco, attribuibile alla scuola di Sebastiano Ricci.
- Palazzo Pagani Cesa: costruito nel corso del XVIII secolo, presenta una grande armonia architettonica, accostabile senza dubbio a quella del Palazzo dei Rettori in Piazza Duomo, a cui forse si ispira. Caratteristici poi i numerosi abbaini e molto armonioso l'effetto delle colonne e degli archi ribassati, perfettamente proporzionati all'altezza della costruzione che non è appunto elevata.
- Palazzo Barcelloni Corte: fatto costruire durante il XVI secolo dalla famiglia di spadai Barcelloni Corte, nel 1929 divenne sede dell'Istituto Nazionale fascista per la Previdenza Sociale. Fu poi sede dell'Esattoria Consorziale della Cassa di Risparmio.
- Palazzo Bembo: fatto erigere nel 1568 dal vescovo Giulio Contarini per ospitare il Seminario dei Chierici. Trasformato nel 1750 dal vescovo Bembo, mantenne la funzione di seminario fino al 1793, quando venne ceduto dal vescovo Sebastiano Alcaini perché l'edificio fungesse da ospedale. Successivamente l'edificio è stato ampliato a nord, in tre fasi successive, in quella che oggi è detta Ala Caffi.

#### Ville
- Villa Fulcis Montalban: edificio del XVII secolo in località Safforze, posseduto fino al 1855 dalla famiglia Fulcis, in seguito dalle famiglie Miari-Fulcis e Montalban prima di essere ceduto al comune, consiste in un grande parallelepipedo a tre piani e tetto a padiglione, molto sviluppato in larghezza, ma relativamente poco profondo[23].

#### Ponti

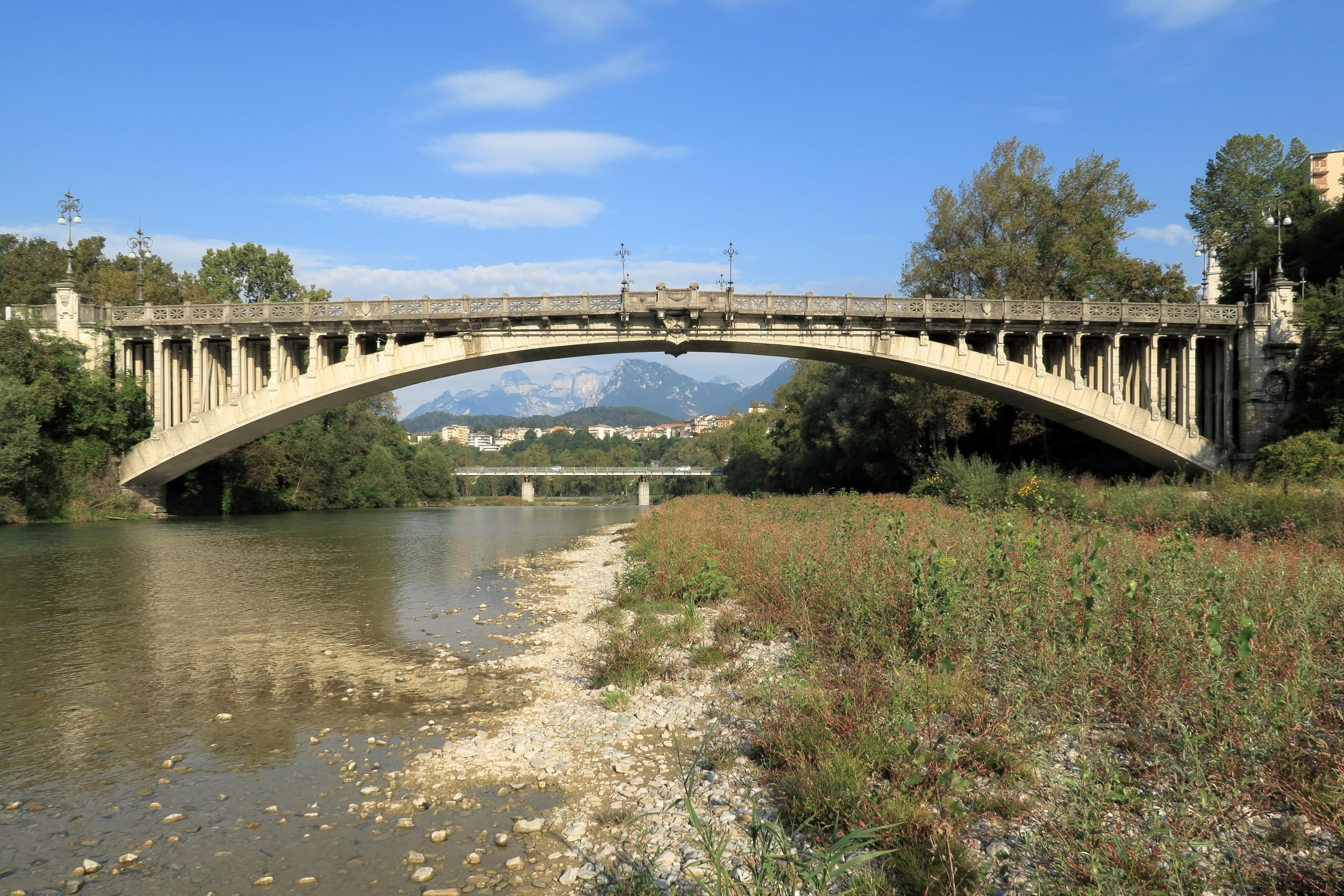
Il Ponte della Vittoria a campata unica, completato nel 1926 ad opera dell'ingegnere Eugenio Miozzi

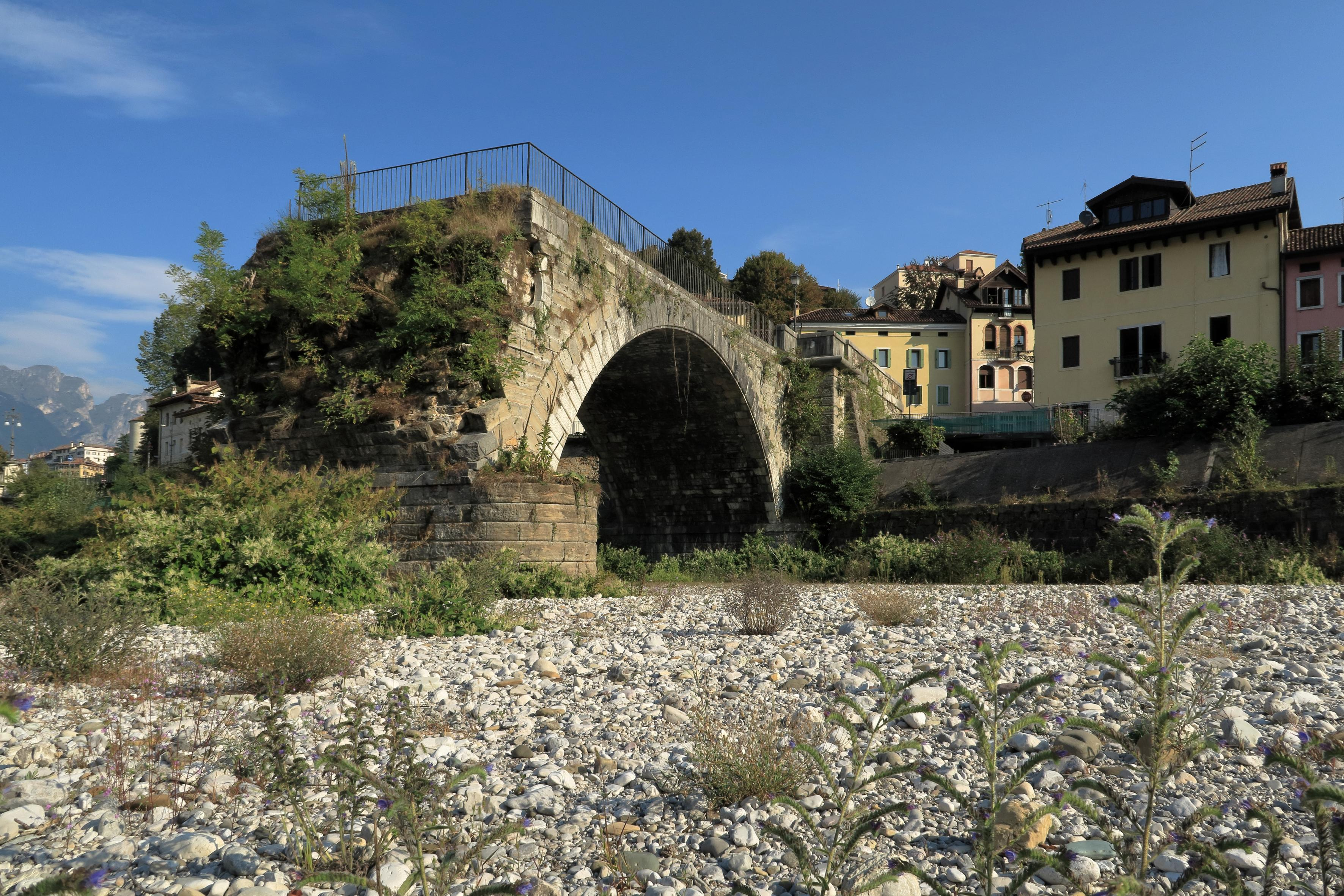
Le rovine di Ponte Vecchio sulle rive di Borgo Piave

- Ponte della Vittoria: realizzato tra il 1923 e il 1926 su progetto dell'ingegnere Eugenio Miozzi, si tratta di un ponte a campata unica in cemento armato, mentre le decorazioni (curate dall'architetto Riccardo Alfarè) sono in calcestruzzo. Il ponte si trova in zona Borgo Piave dove il fiume Piave compie un tratto rettilineo tra due anse, ed è percorribile al traffico solo verso il centro cittadino e non in direzione opposta.[24]
- Ponte degli Alpini: realizzato durante gli anni sessanta ed aperto al traffico nel 1971, collega le due sponde del torrente Ardo. Con la sua costruzione è stato aperto il nuovo tratto della strada statale 50, che evita così il centro cittadino. Nel 2009 si sono conclusi i lavori di ristrutturazione del ponte.
- Ponte Vecchio: ponte costruito durante la dominazione austriaca tra il 1837 e il 1841 su progetto dell'ingegnere Zilli. Venne rifatto una prima volta dopo che tre arcate erano cedute nel 1872, ma crollò nuovamente nel 1882, e il punto di costruzione venne abbandonato perché risultava difficile l'innesto con la sponda sinistra. Solo durante la prima guerra mondiale, con il governo austriaco in città, venne ricostruito in quel punto un ponte in legno, però poi distrutto nella ritirata degli stessi austriaci il 1º novembre 1918. Attualmente dell'antico ponte resta solo la prima arcata sulla sponda della città.
- Ponte della Paglia: prima via di passaggio sopra il torrente Ardo, collega il centro con Borgo Prà. Viene citato dai documenti storici una prima volta nel 1378, la struttura in legno del ponte crollò nel 1503, nel 1505 e durante la sua ricostruzione, questa volta in pietra, nel 1507. Il restauro più solido avvenne nel 1852, mentre nel 1908, durante una ricostruzione per alzare il livello della strada, il torrente in piena portò via le impalcature e il cassone della roggia, affiancando la struttura sul lato sud. Nel 1960 fu demolita la roggia e con essa il canale che volgeva a sud.
- Ponte Dolomiti: attraversa il Piave partendo dalla sponda sinistra del torrente Ardo, unisce Punta dell'Anta, sulla sponda destra del Piave, alla Strada Provinciale n. 1 della Sinistra Piave (Via Antonio Miari).
- Ponte dell'Anta: attraversa l'Ardo vicino all'immissione del torrente nel Piave.
- Ponte Bailey: attraversa il Piave vicino al parcheggio di Lambioi ed è un ponte provvisorio, creato per poter attraversare il Piave dalla sponda destra a quella sinistra dal momento che il vicino Ponte della Vittoria è percorribile solo verso il centro storico e via Miari è a rischio frane.

#### Teatri

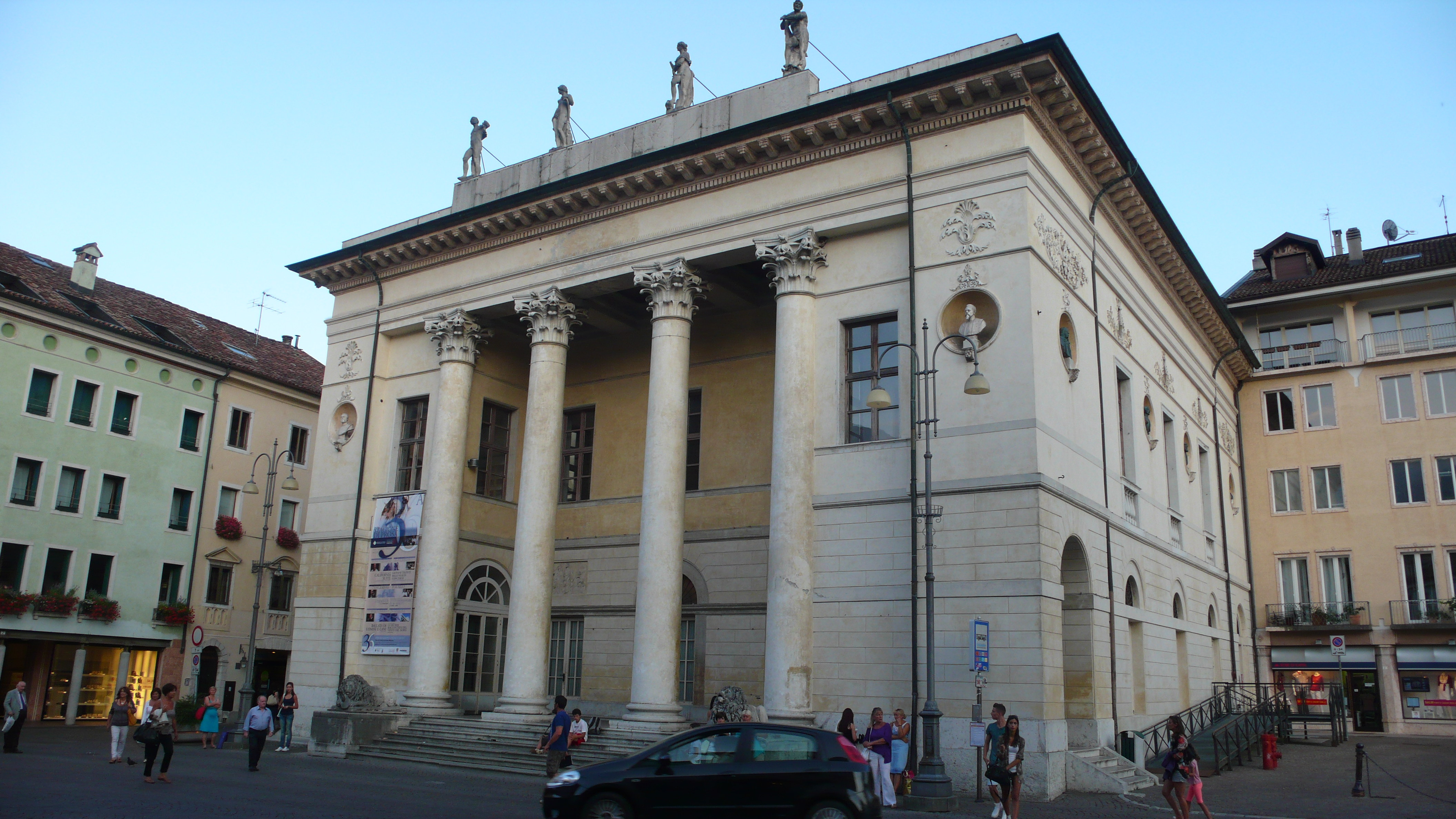
Il Teatro Dino Buzzati in Piazza Vittorio Emanuele, opera dell'architetto Giuseppe Segusini

- Teatro comunale Dino Buzzati: costruito in stile neoclassico su disegno di Giuseppe Segusini tra il 1833 e il 1835, demolendo l'antico Fondaco delle biade, di misure molto minori. La facciata si ricollega ad altre opere che si trovano in Veneto e in Austria, mentre la scalinata di ingresso è caratterizzata dalle statue di due leoni, rappresentanti la musica e la poesia. Gli interni del teatro vennero rifatti nel 1866, nel 1948 e un'ultima volta nel 1993.

#### Scuole
- Scuola elementare Aristide Gabelli: costruita su iniziativa di Pierina Boranga, all'epoca della costruzione era un vanto nazionale per la modernità del fabbricato e per la didattica applicata nell'insegnamento, ispirata al metodo ideato da Giuseppina Pizzigoni e messo in opera nella Scuola Rinnovata di Milano. Alla cerimonia di inaugurazione, avvenuta il 28 ottobre 1934, contestualmente alle celebrazioni dell'anniversario della Marcia su Roma, era presente il Ministro dell'Educazione Nazionale Francesco Ercole. Del nuovo edificio scolastico si occuparono le maggiori riviste italiane d'architettura, dedicando alla nuova scuola, esemplare modello per le altre città d'Italia, articoli riccamente illustrati. Dal 2009 la Scuola è chiusa per la cattiva manutenzione che nel corso degli anni ha portato ad alcuni crolli nell'edificio[25]. Nel 2014 la Scuola Gabelli si è classificata al 20º posto nel censimento nazionale I Luoghi del Cuore, promosso dal FAI - Fondo Ambiente Italiano, totalizzando ben 15.533 voti.[26]

### Architetture militari

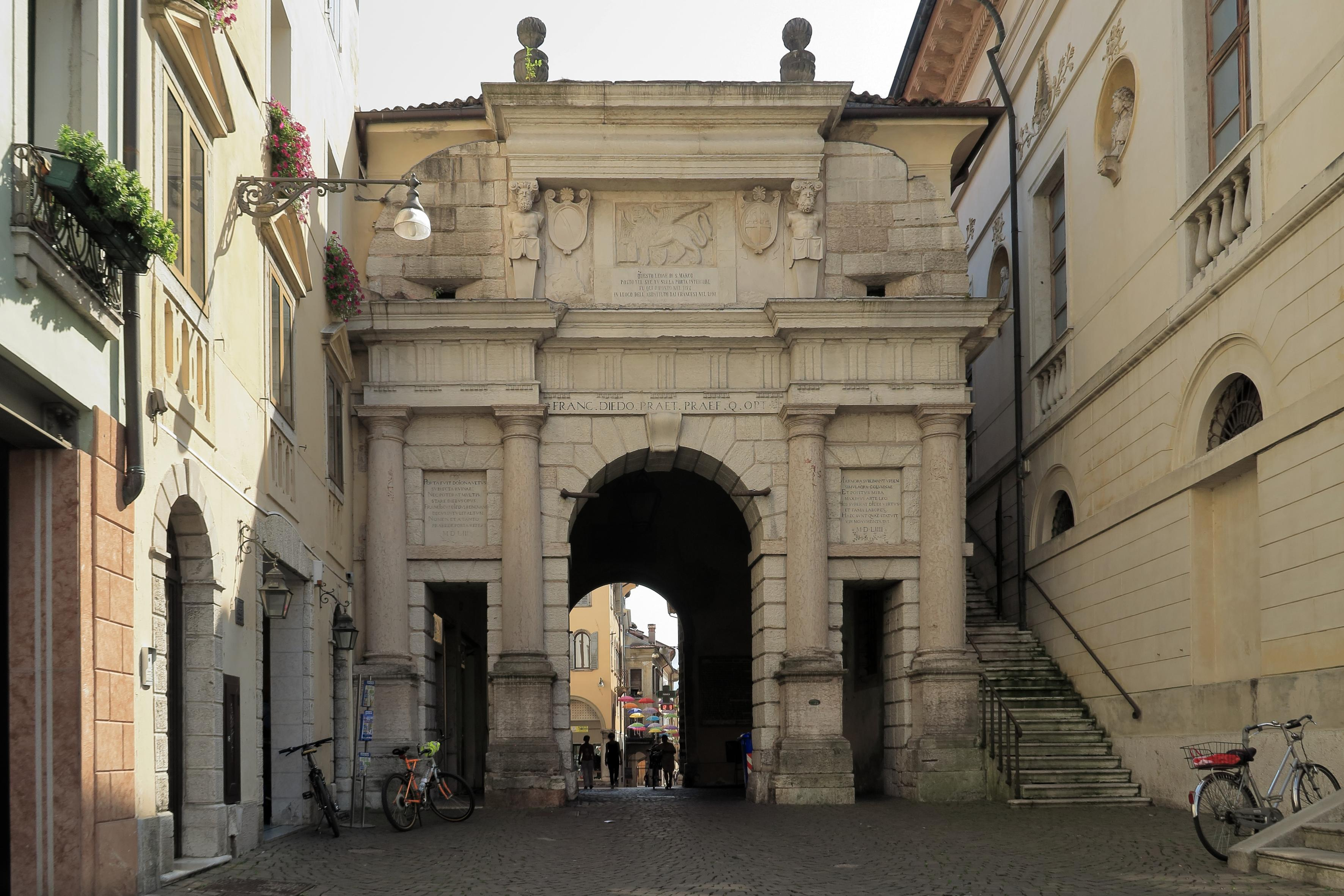
Porta Dojona

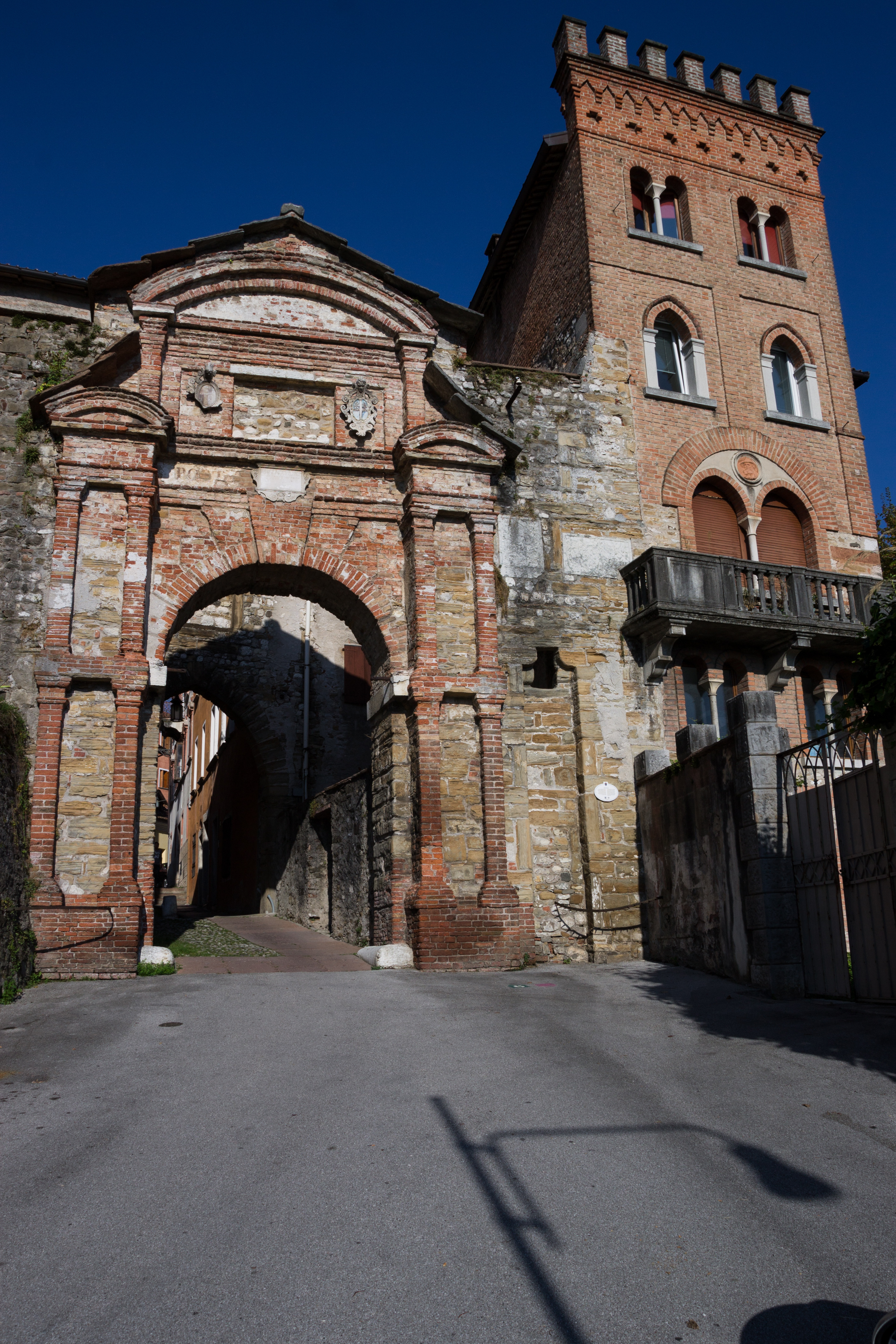
Porta Rugo, antico accesso meridionale della città verso il suo porto fluviale

- Porta Dojona: prende il nome dal vicino torrione con cui costitutiva un complesso fortificato. L'arco interno venne innalzato nel 1289 da Vecello da Cusighe, mentre il raddoppio in stile rinascimentale è opera di Niccolò Tagliapietra nel 1553. La copertura di collegamento venne costruita nel 1609, mentre i battenti in legno si crede siano ancora quelli fatti costruire dopo l'assedio imperiale del 1509. La porta è stata recente oggetto di restauro.
- Porta Rugo: accesso meridionale della città, vi passava la via di collegamento con l'antico porto fluviale di Borgo Piave. All'inizio del XIX secolo vennero abbattute alcune costruzioni difensive vicino alla porta, a noi rimane l'arco acuto interno duecentesco. Il progetto della facciata segue il progetto commissionato nel 1622 dal rettore veneto Federico Corner realizzata in cotto e non in pietra. L'ultimo restauro avvenne nel 1902.
- Porta Dante: fu inaugurata il 15 maggio 1865 nel sesto centenario dalla nascita del poeta Dante Alighieri, del quale presenta un busto dello scultore Luigi Borro. Sostituisce nel nome porta Reniera, edificata con il rettore Renier nel 1669, il quale fece demolire la precedente medievale, detta d'Ussolo, usata come passaggio per i soldati.
- Torrione: venne costruito probabilmente sulle rovine di un fortino romano, ma già nel cinquecento era nelle condizioni pressoché attuali. Dal camminato esterno dell'antico torrione si possono osservare la grandezza dell'opera difensiva e lo spessore delle vetuste mura. Attualmente l'accesso al torrione è interdetto al pubblico, in quanto di proprietà privata, e si teme per il suo futuro, visto il suo precario stato di conservazione.[27]

### Altro

#### Fontane storiche

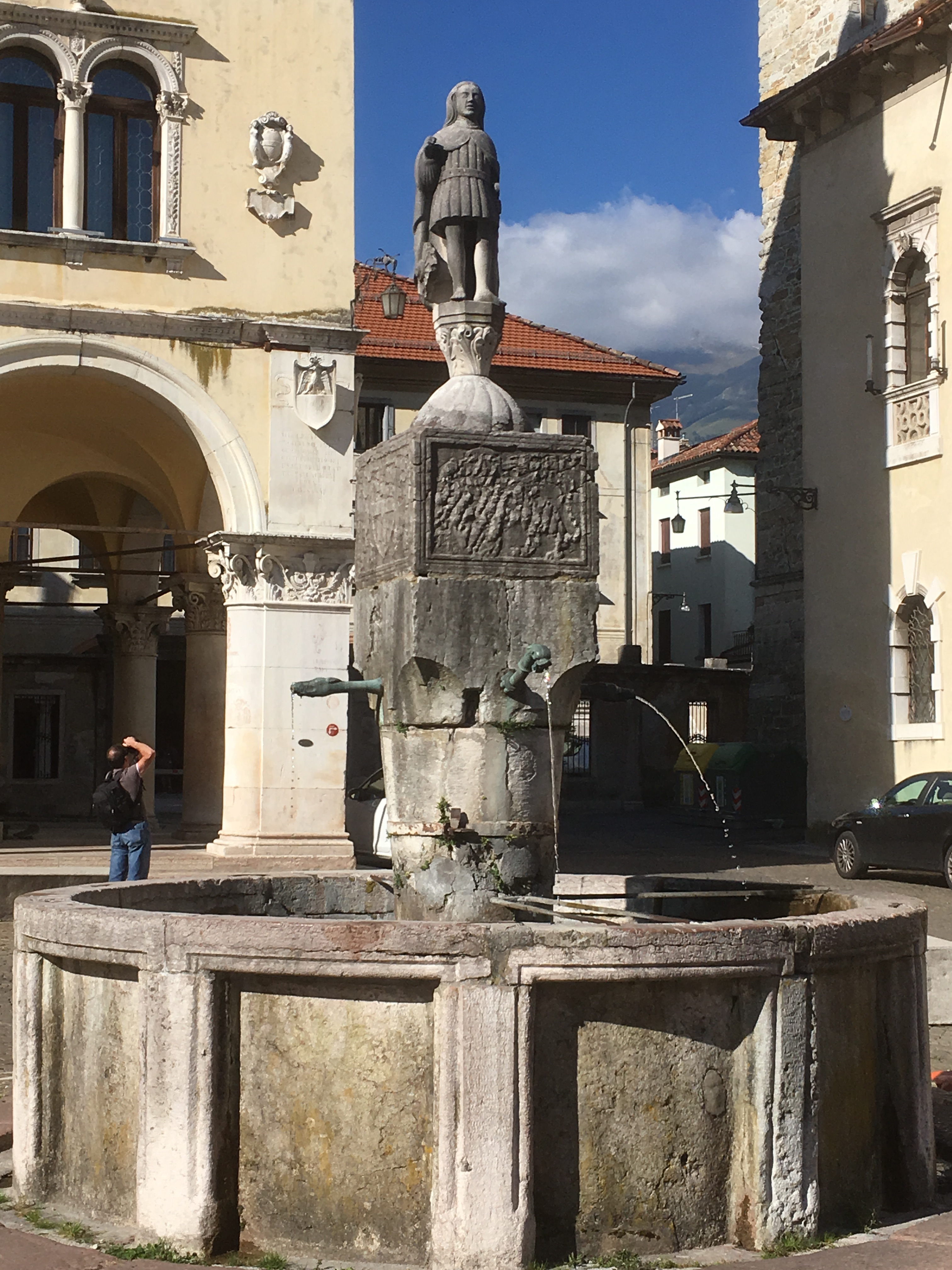
Fontana di San Gioatà, antico patrono della città

- Fontana di San Gioatà: si trova in Piazza Duomo. È sormontata dalla scultura di San Gioatà (co-patrono della città insieme al più celebre San Martino, le cui reliquie sarebbero state portate dall'Africa dal primo vescovo di Belluno, Teodoro). Dal punto di vista stilistico la fontana assomiglia a quella di Piazza Mercato (dedicata a San Lucano) ed è stata costruita, quasi contemporaneamente, nel 1411. Al centro della vasca è collocata una colonna sormontata da un capitello a forma di parallelepipedo. Sul lato ovest della fontana troviamo una data in stile gotico M CCCC LXJ; tale scritta è situata sulla pietra da cui escono le canne. Nella parte superiore del parallelepipedo, sempre sul lato ovest, si trova lo stemma di Belluno e le lettere C e B indicanti la città di Belluno. Sul lato sud troviamo un leone scolpito e lo stemma del rettore Benedetto Trevisan; a nord un altro stemma con le lettere C e B. Una delle canne da cui sgorga l'acqua è decorata, mentre le altre tre sono semplici[28].
- Fontana di San Lucano: si trova in Piazza delle Erbe, ed è stata realizzata in una prima fase nel 1318 e risistemata successivamente nel 1410. Nel 1456 è avvenuta la rimozione dei basilischi, mentre tra il 1461 e il 1474 è avvenuta una completa ristrutturazione. La fontana è formata da un catino circolare suddiviso in dieci specchiature irregolari che poggia su un basamento di grandi lastre di pietra di Castellavazzo. Sulla cima della fontana si trova una copia ottocentesca della statua di San Lucano, mentre l'originale, del XV secolo e mutilata nel 1847 da un facchino, si conserva presso il Museo civico di Belluno[29].
- Fontana della Motta: si trova in via Andrea Brustolon, ed è stata realizzata nel 1561 da un autore sconosciuto. La fontana ha un bacino semicircolare addossato al muro, eccezionale per dimensioni e decorazioni rispetto alle fontane della stessa tipologia a Belluno. Lo spostamento dal luogo di origine avvenuto nel 1952 da piazza Mazzini all'attuale collocazione ne ha modificato l'immagine architettonica scenografica, ma non gli elementi strutturali e decorativi. Il vaso semicircolare è sormontato dal distributore a forma di arca e da un architrave sostenuto da una cariatide e da un talamone scolpiti in pietra. Due teste di gorgoni scolpite sostengono invece le canne dell'acqua[30].
- Fontana di Sant'Elena: chiamata anche Fontana di Santa Maria dei Battuti, fu costruita nel 1554 presso la chiesa di San Pietro, ma poi spostata nel 1844 nell'attuale posizione, all'interno della piazzetta di Santa Maria dei Battuti[28]. La fontana è sormontata da una copia novecentesca della statua di Sant'Elena, mentre l'originale si trova presso il Museo civico. Sul dado da cui escono le spine per l'acqua sono incisi scudi e lettere, e sul lato Nord si riconosce lo stemma di Belluno[31].

#### Piazze

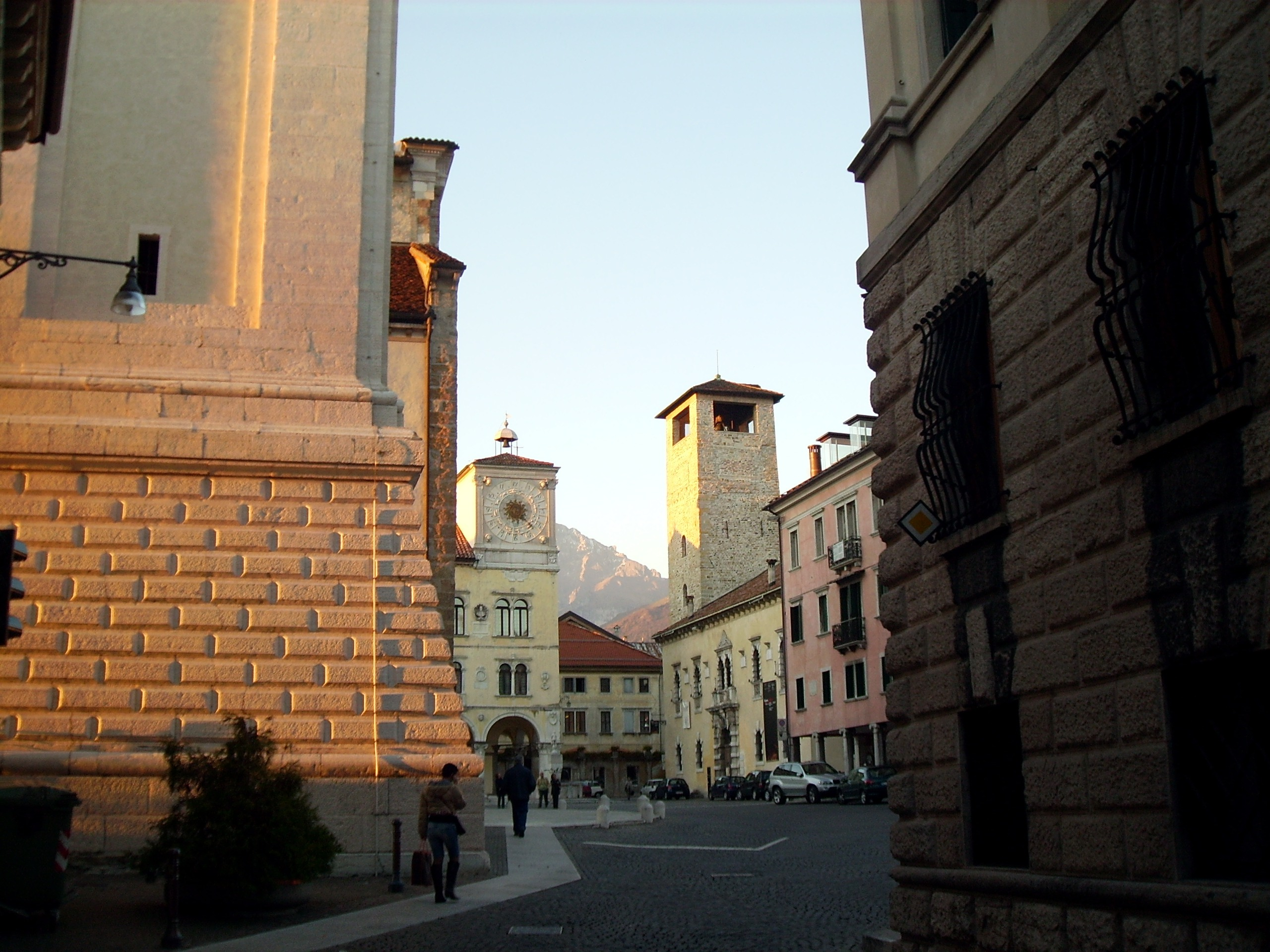
Scorcio su Piazza Duomo col Monte Pelf del Gruppo della Schiara

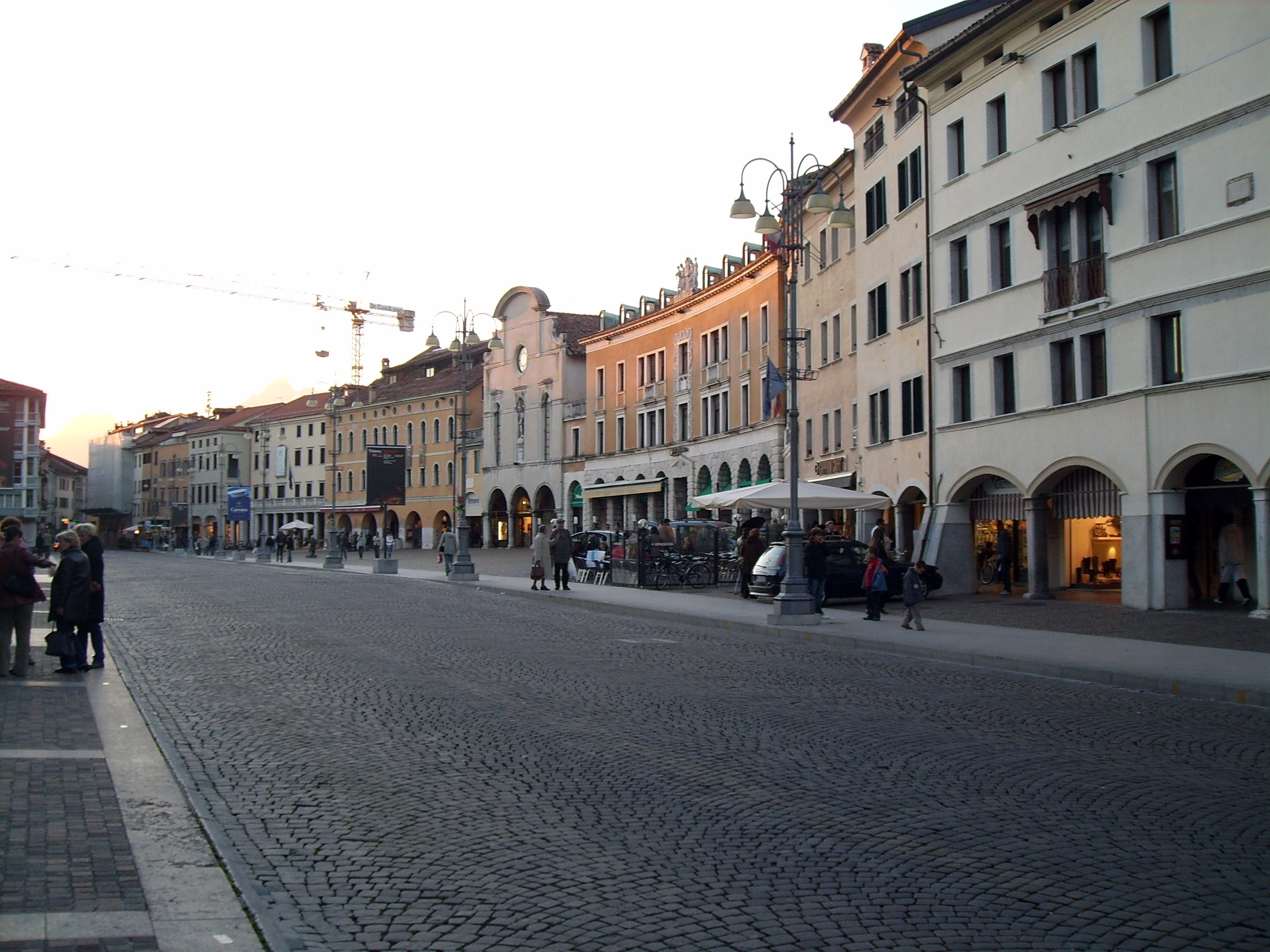
Il liston di Piazza dei Martiri

- Piazza Duomo: può essere considerato il cuore politico della città per tutta la sua storia. Sulla piazza si trovano palazzo dei Rettori, palazzo Rosso, palazzo dei Vescovi-Conti e la basilica cattedrale di San Martino, mentre al centro c'è la fontana di San Gioatà. L'ultima sistemazione della piazza avvenne nel 1873, dopo il terremoto che sconvolse la città il 29 giugno.
- Piazza delle Erbe, conosciuta anche come Piazza Mercato: chiamata anticamente piazza di Foro, perché sorge su quello che si riteneva il luogo dell'antico foro romano della città, tesi smentita da scavi archeologici dei primi anni ‘90 del secolo scorso. È l'antico luogo cittadino adibito agli affari, che si svolgono ancora in maniera ridotta sotto i portici o nel centro della piazza, con il permanente mercato di frutta e verdura. Durante il XVI secolo fu il "quartier generale" dei ceti popolari cittadini contrapposti ai Nobili. La loro azione di conquista del potere pubblico fu concretizzata con la costruzione del palazzo di Monte di Pietà, che divenne nei secoli il luogo di protesta cittadino. Altro palazzo storico della piazza è palazzo Costantini.
- Piazza dei Martiri: è il cuore commerciale della città di Belluno e salotto dei bellunesi, di impostazione rinascimentale. Anche se si è chiamata Piazza Gregorio XVI, in onore del papa bellunese Gregorio XVI, è familiarmente conosciuta con il nome di Piaža Kanpedèl, perché durante la storia qui si è sempre esteso lo spazio pubblico ad uso civico della città. L'attuale nome fu dato il 3 giugno 1945, in ricordo dei quattro partigiani impiccati ai lampioni dalle truppe naziste il 17 marzo 1945, i cui nomi si leggono sulle targhe dei quattro lampioni in questione.
- Piazza Castello: come indica il nome, nel sue sedime sorgeva il castello costruito dal vescovo-conte Giovanni attorno all'anno mille, demolito nei primi decenni del XIX secolo. Nel 1936 si completa la costruzione del Palazzo delle Poste, opera di Alberto Alpago Novello, che disegna anche l'adiacente "giardino da lettura" dove sono stati sistemati alcuni ruderi del castello. Lo spazio urbano si apre verso sud-ovest con un panoramico balcone sulla valle del Piave.

#### Monumenti
- Monumento ai Caduti: si trova in piazzale Cesare Battisti, circondato da edifici del XIX secolo e del XX secolo. Questo monumento fu eretto nel 1895, con una statua di Piero Giacomini, scultore bellunese allievo di Luigi Ferrari.
- Monumento a Calvi: il monumento intitolato a Pietro Fortunato Calvi, patriota italiano del XIX secolo, è stato eretto nel 1955 in piazzale Cesare Battisti, sotto gli alberi del giardino di destra.
- Monumento del Bosco delle Castagne: il monumento è stato eretto sul colle dove dieci partigiani furono impiccati dai tedeschi, per rappresaglia, il 10 marzo 1945. Si trova nelle vicinanze di Belluno, in località Vezzano.

## Società

### Evoluzione demografica
Abitanti censiti

### Etnie e minoranze straniere
Al 31 dicembre 2020 gli stranieri residenti nel comune sono 2 659, ovvero il 7,49% della popolazione. Di seguito sono riportati i dieci gruppi più consistenti:
1. Romania, 439
2. Ucraina, 388
3. Albania, 228
4. Marocco, 208
5. Moldavia, 184
6. Cina, 166
7. Kosovo, 138
8. Brasile, 82
9. Filippine, 69
10. Nigeria, 66

### Lingue e dialetti
Oltre alla lingua italiana, a Belluno non sono ufficialmente riconosciute altre lingue. Diffusamente parlato è il dialetto bellunese, una variante della lingua veneta, simile a quello parlato nelle valli meridionali della provincia e a quello trevigiano.

### Religione
La religione più diffusa a Belluno è il Cristianesimo nella confessione cattolica. Le parrocchie del territorio comunale sono 19, tutte comprese nella forania di Belluno ad esclusione della parrocchia di Orzes che si trova in quella di Sedico.
Presente anche una comunità di Testimoni di Geova.

## Cultura

### Istruzione

#### Archivi e biblioteche
Belluno può vantare la presenza di tre importanti istituzioni bibliotecarie sul suo territorio, oltre ad altre dodici biblioteche collegate a scuole o istituti di ricerca:
- Biblioteca Gregoriana: la Biblioteca Gregoriana si trova all'interno del Seminario Gregoriano e conta ad oggi circa 12.000 volumi, la maggioranza dei quali è di argomento teologico; tra i più preziosi si ricordano i 366 donati dal papa bellunese Gregorio XVI durante il suo pontificato.
- Biblioteca Lolliniana: la prima costruzione di questa biblioteca avvenne nel 1387, e la biblioteca fu arricchita con delle donazioni nel 1415. Nel 1471 un incendio distrusse la biblioteca, e di questa si salvarono pochissime opere. Fu però il vescovo Luigi Lollino a rendere la biblioteca ricchissima e famosa, fatto per cui ora essa porta il suo nome. Egli donò migliaia di volumi, ma molti di questi nel corso dei secoli furono trafugati o mai restituiti. Attualmente vi si trovano 2093 tra codici, incunaboli e opere a stampa, tra cui un codice manoscritto trecentesco della Divina Commedia.
- Biblioteca civica: la Biblioteca civica di Belluno[34] è una biblioteca pubblica della città e, dal 1982, si trova a Palazzo Crepadona (precedentemente aveva sede in Piazza Castello; prima del 1933, anno della sua istituzione, era accorpata al Museo civico di Belluno). Attualmente la biblioteca dispone di 121.093 documenti tra libri moderni, periodici, quotidiani, DVD, CD, fotografie, manoscritti musicali, libretti d'opera e musica a stampa e libri antichi; tra questi ritroviamo 3 edizioni del XV secolo e ben 126 del XVI secolo. Inoltre all'interno della biblioteca si trova una sezione apposita per i più giovani, denominata Biblioteca dei Ragazzi[35].

Inoltre a Belluno si trovano tre archivi di notevole interesse:

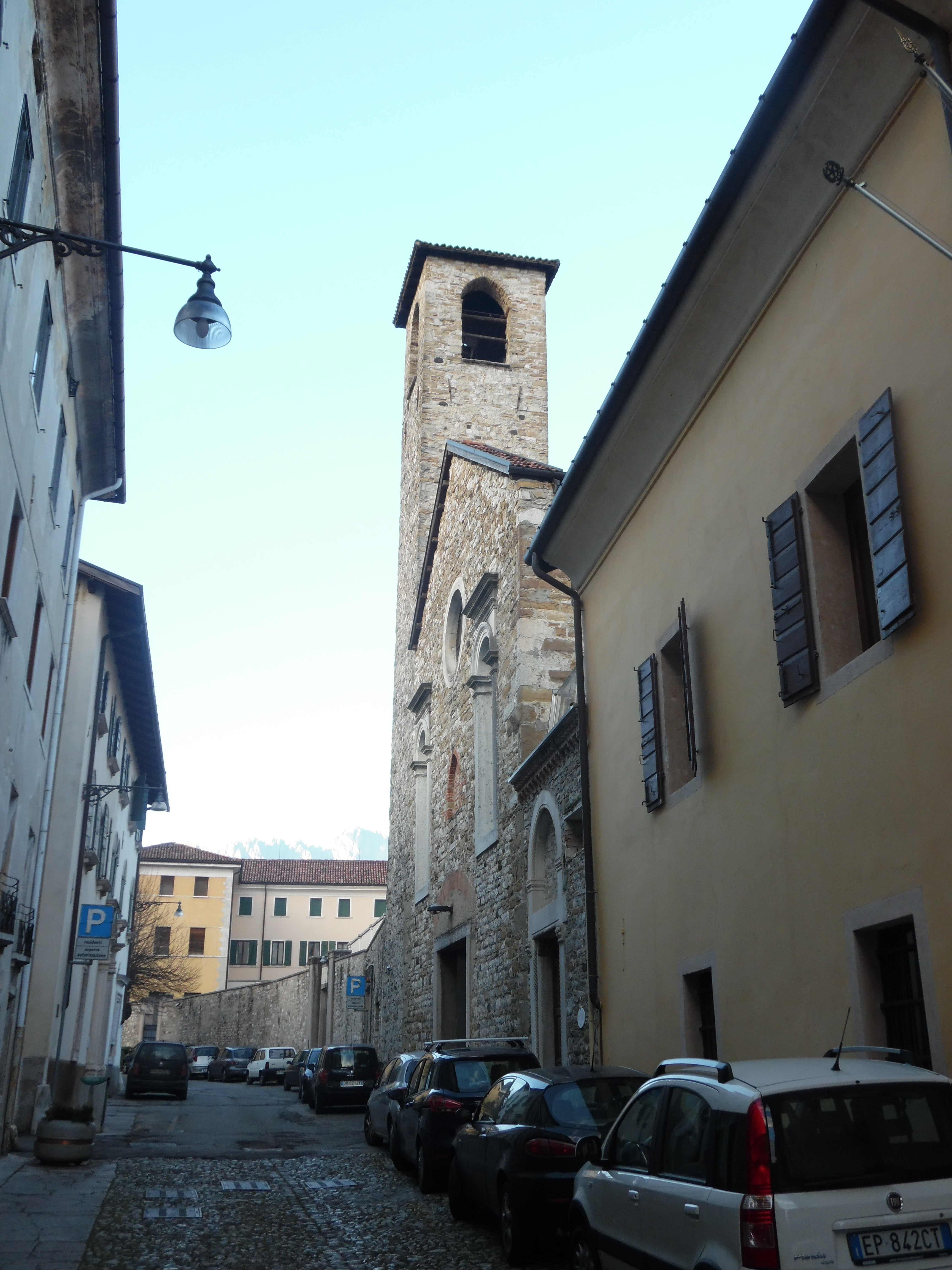
Ex Chiesa e Scuola di Santa Maria dei Battuti, oggi sede dell'Archivio di Stato

- Archivio di Stato: questo archivio[36] statale, con sede nella soppressa scuola di Santa Maria dei Battuti nell'area orientale del centro storico, venne istituito il 1º dicembre 1973, ma la prima documentazione cominciò ad essere raccolta ivi solamente nel 1978. I più cospicui trasferimenti dagli altri archivi del Triveneto avvennero negli anni novanta. Attualmente il patrimonio documentario, che raccoglie la documentazione prodotta dagli organi periferici dei vari governi che hanno controllato la città sin dal XV secolo, supera i 2000 metri lineari: tra i fondi di particolare interesse va segnalato quello notarile, con atti sin dal 1402, ed un fondo diplomatico con pergamene dal XII secolo.
- Archivio storico del Comune di Belluno: l'archivio comunale[37], situato in una struttura provvisoria nella periferia occidentale della città, è stato istituito nel 1988 raccogliendo materiale di interesse archivistico prima conservato tra la Biblioteca e l'archivio di deposito comunale. Possiede la documentazione prodotta dai vari governi di ambito locale succedutisi nel corso dei secoli, risalente sino al XIV secolo, ma anche alcuni fondi di soggetti privati e una parte dell'archivio del rettore di età veneziana, espressione del governo centrale della Serenissima.
- Archivio vescovile di Belluno: questo istituto ha sede presso gli uffici della diocesi, nei pressi della cattedrale, sin dagli inizi del XIX secolo; tra il 1965 e il 1980 la documentazione ha subito un intervento generale di riordino, il quale l'ha resa ora disponibile alla consultazione, previa richiesta scritta. La documentazione più antica risale agli inizi del XIV secolo, cioè gli atti del capitolo; sono presenti anche i fondi delle visite pastorali, della fabbriceria della cattedrale, dell'ufficio dell'Inquisizione e degli atti delle singole parrocchie del territorio.

#### Ricerca
Nel comune di Belluno sono attivi tre istituti di ricerca:
- L'Istituto Storico Bellunese della Resistenza e dell'Età Contemporanea: nato nel 1965, si occupa di ricerca storica per il Risorgimento e per l'età contemporanea con riguardo alla provincia di Belluno ma con interessi anche di ambito nazionale ed internazionale. Pubblica dal 1981 Protagonisti e dal 1984 Venetica, entrambe riviste con periodicità semestrale; offre anche una biblioteca specializzata in storia contemporanea, una raccolta fotografica di oltre 9000 pezzi ed anche una serie di fondi archivistici, tra cui quello del locale distaccamento dell'ANPI e del PCI[38].
- La Fondazione Giovanni Angelini - Centro Studi sulla Montagna: sorta con un accordo tra il Comune di Belluno e l'Università di Padova, la fondazione si pone come obiettivo lo studio e la ricerca scientifica e culturale su temi che riguardino la montagna[39]. Possiede una biblioteca, sorta sul nucleo di quella di Giovanni Angelini, con un buon fondo di periodici e 12 sezioni tematiche per quanto riguarda la sezione recente.
- L'Istituto Bellunese di Ricerche Sociali e Culturali: nato nel 1976, si occupa di vari temi che riguardano la città di Belluno, con pubblicazioni a livello artistico, storico e teologico. Pubblica due riviste, Ladins a carattere mensile e Dolomiti a carattere bimestrale[40].

#### Scuole
Nel territorio comunale vi sono sette scuole dell'infanzia, tredici scuole elementari (divise fino all'anno scolastico 2012-2013 in tre circoli didattici) e tre scuole medie.
In città si trovano vari istituti superiori:
- L'Istituto d'Istruzione Superiore Galilei, che comprende un liceo scientifico intitolato a Galileo Galilei, un liceo classico intitolato a Tiziano Vecellio e un liceo delle scienze applicate.
- Liceo Statale Giustina Renier comprende il liceo delle scienze umane,  il liceo economico-sociale., il liceo linguistico, e il liceo musicale.
- L'Istituto d'Istruzione Superiore Tomaso Catullo è un istituto professionale con un indirizzo commerciale, un indirizzo sociale e un indirizzo artistico.
- L'Istituto di Istruzione Superiore Segato-Brustolon è un istituto tecnico industriale con vari indirizzi del settore.
- L'Istituto tecnico Pier Fortunato Calvi comprende al suo interno un istituto tecnico commerciale e un istituto tecnico per il turismo.

In città si ricorda, inoltre, la presenza di alcune scuole private.

#### Università
L'Istituto Superiore di Scienze Religiose Giovanni Paolo I, promosso dalle diocesi di Belluno-Feltre, Treviso e Vittorio Veneto e collegato con la Facoltà Teologica del Triveneto, offre un polo didattico FAD presso il Seminario Gregoriano.
La Scuola Superiore per Mediatori Linguistici SSML, collegata con la sede principale a Vicenza, offre un corso di laurea triennale.

#### Musei

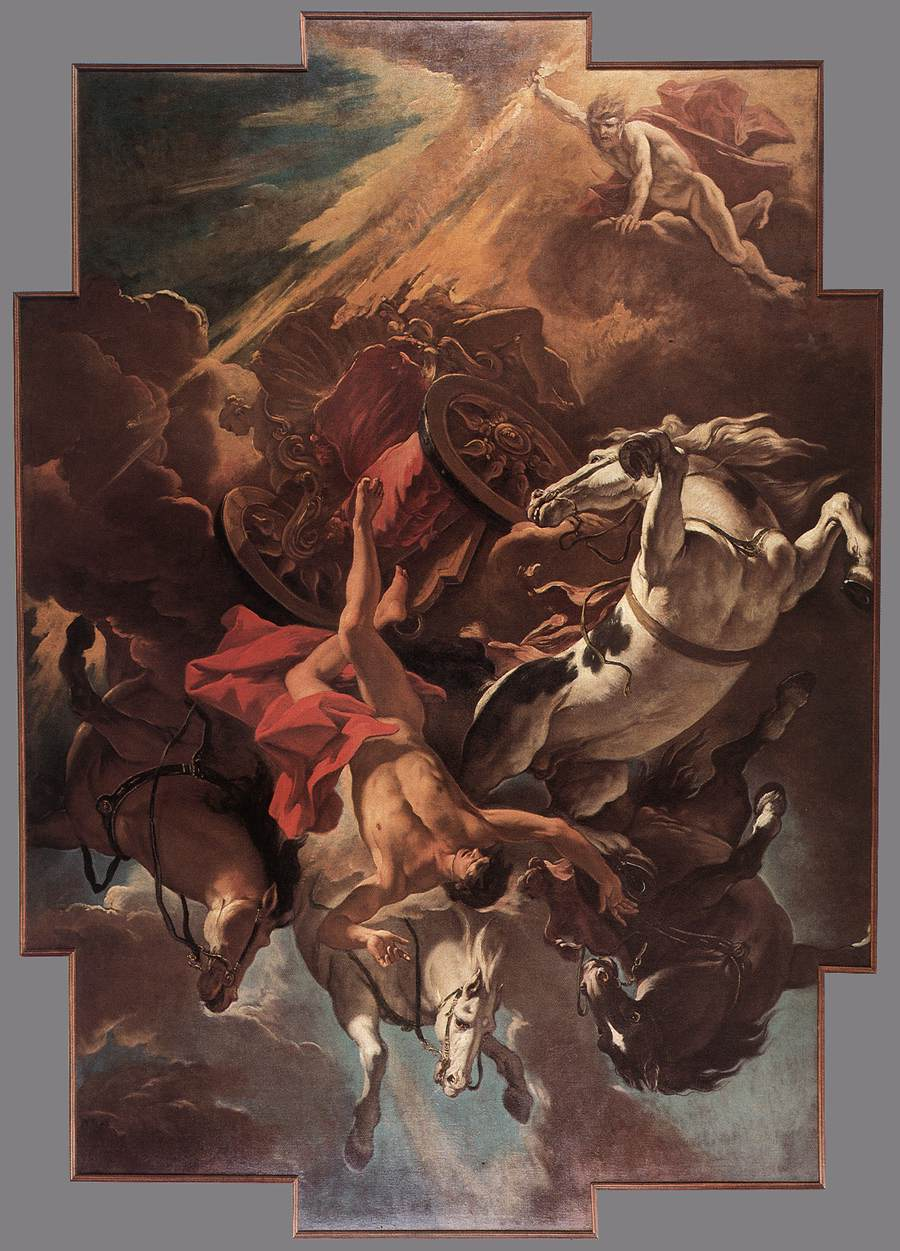
La Caduta di Fetonte, opera di Sebastiano Ricci conservata al Museo civico di Belluno

Nel territorio del comune di Belluno si trovano cinque musei:
- Il Museo civico di Belluno si trova a Palazzo Fulcis, affacciantesi su piazza Vittorio Emanuele, ed è stato aperto al pubblico il 26 gennaio 2017. Precedentemente si trovava a Palazzo dei Giuristi, sede storica sin dalla prima inaugurazione del 1876. La collezione si articola su cinque piani e 24 sale (oltre ad un lapidario) nelle quali sono ospitate opere di artisti della città e foresti dalla fine del XIV secolo sino alle soglie del '900: tra i più importanti si ricordano il vicentino Bartolomeo Montagna, i veneziani Domenico Tintoretto, Palma il Giovane, il bassanese Jacopo Bassano e gli artisti locali Simone da Cusighe, Matteo Cesa, Francesco Frigimelica il Giovane, Gaspare Diziani, Marco e Sebastiano Ricci, Placido Fabris ed Ippolito Caffi. Notevole anche il patrimonio di sculture ed intagli del museo, con opere di Andrea Brustolon (il Michelangelo del legno per Honoré de Balzac[41]) e dell'allievo zoldano Valentino Panciera Besarel.
- Il Museo Valentino Del Fabbro, nel quartiere di Cavarzano, è una collezione privata di attrezzi e oggetti legati alle attività artigianali del seggiolaio, dello zoccolaio, del tornitore, del falegname e dello scalpellino[42].
- Il Museo naturalistico del Parco Nazionale delle Dolomiti Bellunesi, inaugurato nell'ottobre 2015.
- L'Esposizione naturalistica permanente è un piccolo museo nella frazione di Tisoi che comprende circa 600 pezzi tra fossili, minerali ed insetti della zona[43].
- Il Museo interattivo delle migrazioni ospita diversi monumenti e opzioni interattive sulla migrazione in America e non solo.

### Media

#### Stampa
Nella città di Belluno sono diffusi principalmente due quotidiani ed un settimanale:
- Il Corriere delle Alpi è un quotidiano che si occupa delle notizie della provincia di Belluno dal 1994.
- Il Gazzettino è uno storico quotidiano del Triveneto che comprende tra le sue edizioni locali quella di Belluno, in cui si trattano argomenti e notizie della provincia. La sua nascita avvenne nel 1887.
- L'Amico del Popolo è il settimanale della diocesi di Belluno-Feltre: tratta di argomenti e notizie della provincia di Belluno. Viene interamente stampato a colori.

Il Corriere del Veneto, inoltre, annovera un'edizione "Belluno-Treviso".

#### Radio
Nella città sorgono tre stazioni radio:
- Radio Belluno, nata nel 1975[44], trasmette i suoi programmi in tutta la provincia.
- Radio Valbelluna è una emittente nata nel 1979, da tempo la radio principale del bellunese e dell'alto trevigiano[45].
- Radiopiave è un'emittente diocesana nata nel 1976.
- Radio ABM (Associazione Bellunesi nel Mondo[46]), Web Radio[47] dell'omonima associazione che cura temi e altro riguardante la provincia di Belluno.
- Build a Bridge Radio[48] è un progetto di Web Radio nato dall'idea di Leonardo Pianon (conduttore del programma THE STATION) e poi resa possibile dal gruppo omonimo di ragazzi pontalpini.

#### Televisione
Telebelluno Dolomiti è un'emittente televisiva che si trova a Belluno ed opera in tutta la provincia, tra le prime in Italia. L'attuale televisione è sorta nel 1989 dalla fusione di Teledolomiti (nata nel 1974) e Telebelluno (nata nel 1981).

### Teatro
Nel Teatro comunale di Belluno si tengono le rassegne del Tib Teatro e del Teatro Stabile di Verona in ambito teatrale, mentre le esibizioni liriche sono organizzate in collaborazione con Teatri SpA e quelle di danza in collaborazione con Arteven - Circuito Teatrale Regionale.

### Musica
A Belluno è presente una scuola comunale di musica convenzionata con il conservatorio di Vicenza, intitolata ad Antonio Miari, musicista bellunese vissuto a cavallo tra il XVIII e il XIX secolo.
Altra importante associazione bellunese è l'Orchestra da Camera di Belluno, le cui esibizione si svolgono anche fuori dai confini regionali.
Degno di nota è il Complesso Bandistico Città di Belluno, gestita dall'Associazione Bellunese Amici della Banda. La prima esibizione della banda avvenne il 19 giugno 1804 e venne approvata dal governo austriaco della città nel 1826. Tra i suoi premi è da ricordare quello vinto il 2 ottobre 1921 ad Udine in occasione del Concorso Bandistico del Triveneto. Attualmente la banda tiene dei concerti o delle manifestazioni in luoghi pubblici a diretto contatto con il pubblico cittadino.
Infine si possono trovare nella città numerosi cori polifonici e popolari tra cui il Coro Minimo Bellunese, per molti anni diretto da Lamberto Pietropoli, il CTG Coro Polifonico, fondato da don Sergio Manfroi e il coro CAI che presenta il tipico repertorio di montagna del coro SAT. Nel 2004 Belluno ha ospitato il 4º Festival della coralità veneta e nel 2024 la 12ª edizione del medesimo festival.

### Cucina

#### Carni
Il prodotto più tipico del comune di Belluno tra quelli di carne di maiale o di manzo è sicuramente il pastin, inserito nella lista dei prodotti agroalimentari tradizionali italiani. Si tratta di una pietanza a base di carne tritata grossolanamente, servita insieme alla polenta o all'interno di un panino, tradizionalmente con il formaggio alla piastra.
Altro prodotto tipico della provincia è il salame bellunese, preparato con carni miste di suino, bovino, ovino, caprino ed equino, insieme ad una percentuale tra il 20% e il 25% di lardo di suino. Il prodotto viene già descritto in una pubblicazione del 1880 ed è abbinato al pane o alla polenta.

#### Formaggi
Altra specialità bellunese è lo schiz, un formaggio fresco realizzato dalla cagliata del latte appena munto. L'origine del nome è incerta, alcuni la fanno risalire dal termine dialettale schizar (cioè schizzare), mentre un'altra origine plausibile va ricercata nelle goccioline di siero che il formaggio perde durante la cottura. È tipico in tutta la provincia di Belluno mangiare questo formaggio insieme alla polenta.

#### Legumi
Il Fagiolo di Lamon è un legume caratteristico della Valbelluna a Denominazione di origine protetta e ad indicazione geografica protetta. Anche se la sua semenza viene coltivata solo nei comuni di Lamon e di Sovramonte, la sua produzione riguarda anche il comune di Belluno. Il fagiolo è caratterizzato da una buccia finissima e solubile attribuibile all'alto tenore di potassio tipico dei suoi terreni di produzione.

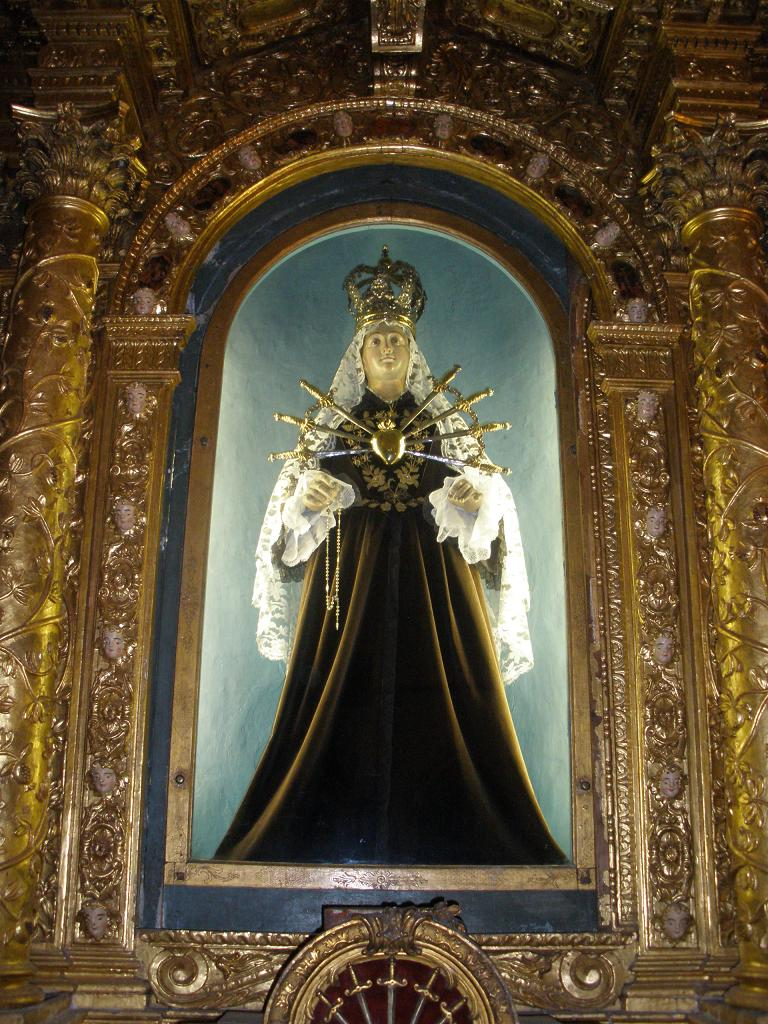
Statua processionale dell'Addolorata o Madonna dei sette dolori, Chiesa di Santo Stefano

### Eventi
A Belluno, durante l'anno, si svolgono principalmente tre eventi, due legati ad una festività religiosa ed il terzo vicino ai temi della montagna:
- La Sagra de i Fiŝciòt ("dei fischietti") è la più caratteristica fiera della città: si svolge due domeniche prima di Pasqua. La consuetudine (nata nel 1716[59]) relativa alla festa, nata come religiosa, prevede una lunga processione con la statua della Madonna Addolorata che durante l'anno è custodita in una cappella laterale della chiesa di Santo Stefano. La festa prevede una fiera con numerosi stand gastronomici e di artigianato locale.
- La Festa di San Martino, patrono della città, si svolge a novembre e prevede, oltre alla già citata ex tempore internazionale di scultura su legno, un mercatino dell'antiquariato e di degustazione dei prodotti locali con le immancabili castagne accompagnate da vino novello.
- Oltre le vette: metafore, uomini, luoghi della montagna è una rassegna annuale che racchiude una serie di eventi sulla cultura della montagna[60]. Della durata di due settimane, si svolge durante le prime due di ottobre[61] in varie sedi cittadine tra le quali il Teatro Comunale, Palazzo Crepadona e l'Auditorium[60].

## Geografia antropica

### Quartieri
- Baldenich
- Bersaglio
- Borgo Garibaldi
- Borgo Piave
- Borgo Prà
- Cavarzano
- Col di Piana
- Chiesurazza
- Lambioi
- L'Anta
- La Cerva
- La Rossa
- La Veneggia

- Mussoi
- Nogaré
- Quartier Cadore
- San Francesco
- San Gervasio
- San Lorenzo
- San Pellegrino
- Piave (o via Montegrappa)
- Via Feltre-Maraga
- Vezzano

### Frazioni
- Anconetta
- Antole
- Bes
- Bolzano
- Caleipo
- Castion
- Castoi
- Cet
- Cirvoi
- Col di Salce
- Col di Roanza
- Cusighe
- Faverga
- Fiammoi
- Fisterre
- Giamosa
- Giazzoi
- Gioz
- Levego
- Mares
- Madeago
- Mier
- Nevegàl
- Orzes

- Pascoli
- Pedeserva
- Pra de Luni
- Rivamaor
- Safforze
- Sagrogna
- Sala
- Salce
- San Fermo
- San Pietro in Campo
- Sois
- Sargnano
- Sopracroda
- Sossai
- Tisoi
- Vezzano
- Vignole
- Visome

## Infrastrutture e trasporti

### Strade
Autostrade
Sebbene il territorio comunale non sia attraversato da nessuna autostrada, esiste nel limitrofo comune di Ponte nelle Alpi un'uscita della A27 denominata Belluno, a circa 12 km dal centro del capoluogo.
Strade statali

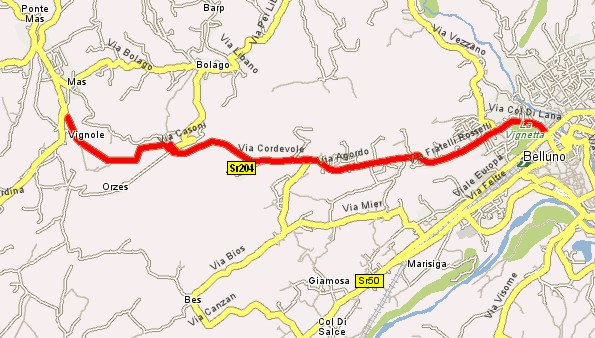
Il tracciato della SR 204

Il territorio del comune di Belluno è attraversato da una sola strada statale, la strada statale 50 del Grappa e del Passo Rolle. Questa strada attraversa l'intero territorio comunale, dalla località di San Fermo al confine con il comune di Sedico fino al quartiere Safforze al confine con quello di Ponte nelle Alpi. La strada è la principale arteria cittadina.
Strade regionali
Il territorio del comune di Belluno è attraversato da una sola strada regionale, la strada regionale 204 Belluno-Mas, ex strada statale 203 dir la cui gestione è stata devoluta il 1º agosto 2006 alla Regione Veneto. L'ingresso nel territorio comunale avviene al confine con il comune di Sedico in località Vignole, e termina all'incrocio con la sopra citata SS 50 nel centro di Belluno, all'altezza del Ponte degli Alpini.
Strade provinciali
Il territorio del comune di Belluno è attraversato da due strade provinciali:
- Strada Provinciale 1 della Sinistra Piave: questa strada provinciale si sviluppa, come indica il nome, lungo la sponda sinistra del Piave. Entra nel territorio comunale all'altezza di Levego al confine con il comune di Ponte nelle Alpi fino al paese di Visome al confine con il comune di Limana. Lungo la strada provinciale si trova il traforo di Col Cavalier, lungo 1800 metri, inaugurato il 15 giugno 2015.
- Strada Provinciale 31 del Nevegal: questa strada provinciale nasce nel quartiere Bersaglio, laterale del vecchio tracciato della SP 1 prima dell'apertura del traforo di Col Cavalier, e sale fino al colle del Nevegal a 1000 metri di altitudine, attraversando i paesi di Castion e Caleipo. Da qui la strada prosegue in direzione di Ponte nelle Alpi ed esce dal comune di Belluno presso la località Pus.

### Ferrovie

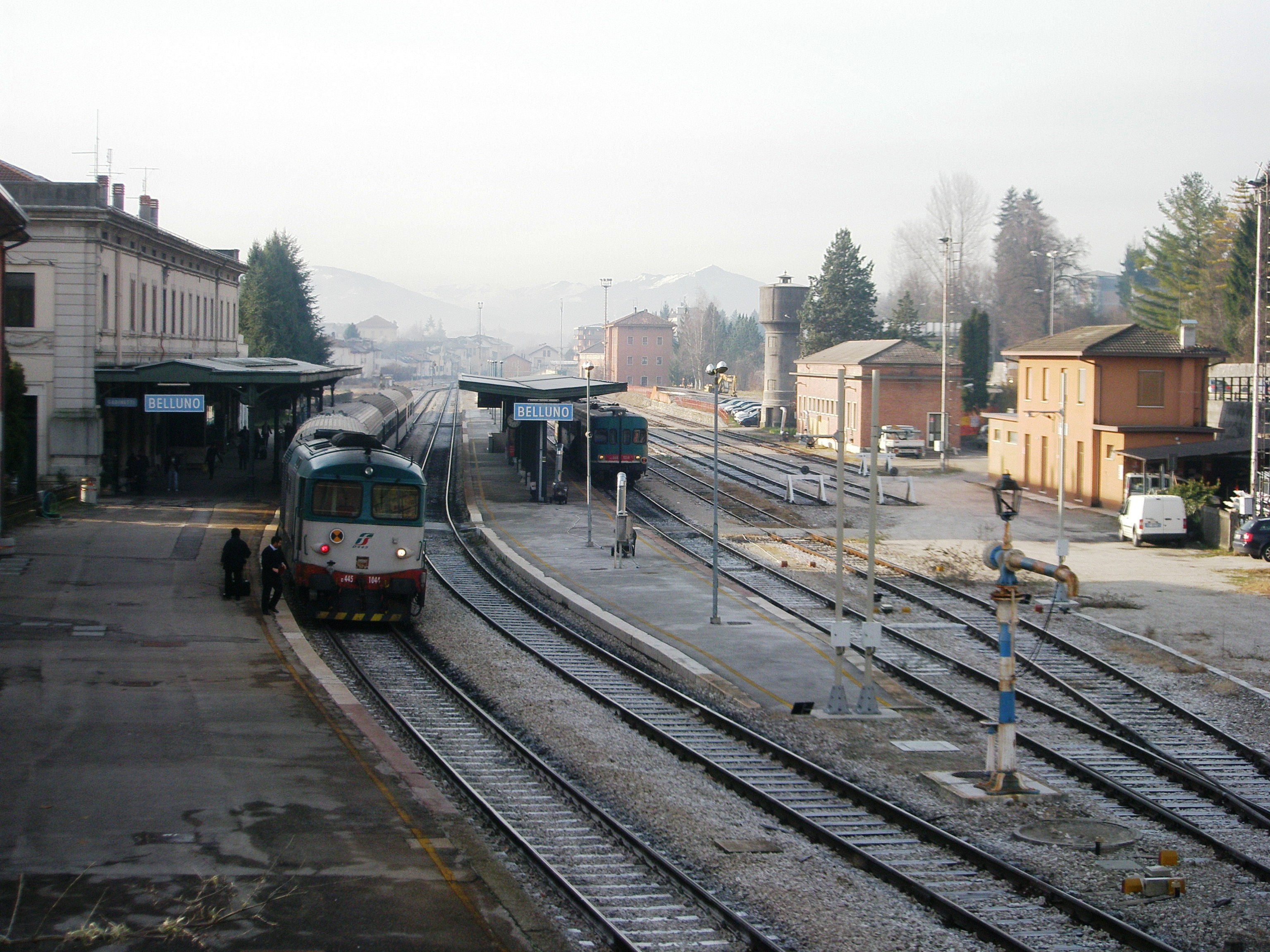
La stazione di Belluno

Belluno è dotata di una stazione ferroviaria, da cui hanno origine le linee ferroviarie per Treviso Centrale e per Calalzo-Pieve di Cadore-Cortina. 

Al 2018 sono garantiti collegamenti diretti giornalieri da e verso Padova, Treviso, Conegliano, Venezia e Calalzo di Cadore.

### Aeroporti
L'Aeroporto di Belluno è situato lungo la Strada Statale 50 presso la località La Rossa.
La sua fondazione avvenne nel 1963 e sul finire degli anni sessanta l'aeroporto venne collegato con piccoli voli locali a quelli di Milano e Cortina d'Ampezzo. L'attuale pista in erba, lunga solamente 812 metri, non permette voli civili, quindi l'aeroporto è adibito esclusivamente a voli turistici o esibizioni sportive.
È inoltre sede dell'Aeroclub Belluno, che svolge attività di paracadutismo e organizza scuole per ottenere licenze da pilota.

### Mobilità urbana
La mobilità all'interno del comune di Belluno è garantita dalla DolomitiBus, azienda di trasporti della provincia di Belluno con sede a Belluno.

La Dolomitibus garantisce per Belluno sia un trasporto extra-urbano provinciale e interprovinciale che uno urbano. Da Belluno sono raggiungibili tutte le località della provincia, mentre fuori provincia sono garantiti i collegamenti con Bolzano, Trento, Vittorio Veneto, Conegliano, Treviso, Mestre, Venezia e, durante l'estate, le principali località di mare venete.
Il servizio urbano conta otto linee feriali e un servizio a chiamata, anch'esso feriale.

## Amministrazione

### Gemellaggi
- Cervia
- Pesaro-Urbino
- Bend

## Sport

La squadra di pallavolo maschile del Belluno nella stagione 1986-87

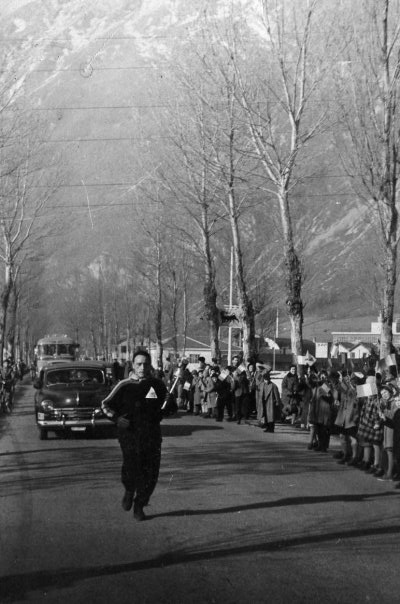
Aldo De Toffol

Le rappresentative sportive di Belluno portano generalmente i colori giallo e blu, mutuati dallo stemma cittadino.
Il Belluno è la storica squadra di calcio cittadina. Fondato nel 1905, vanta 9 partecipazioni alla Serie C. Nel 2021 si fonde con Union Feltre e Union San Giorgio Sedico per dare vita alla Dolomiti Bellunesi, che si prefigge di essere l'unica società calcistica espressione del territorio provinciale. Questa nuova compagine nella stagione 2025-2026 milita in Serie C.
La Pallavolo Belluno, formazione di pallavolo maschile, disputò più volte il campionato di Serie A1 nel corso degli anni ottanta. Nel 2011 è stato ufficializzato lo spostamento da Treviso a Belluno della Sisley Volley, durato però solamente lo spazio di una stagione.
Per quanto riguarda la squadra di pallacanestro, Belluno non è andata più in là del campionato di Promozione veneta.
A Belluno esiste inoltre una squadra di broomball, laureatasi campione d'Europa nel 2019.
Altro sport molto praticato a Belluno è l'atletica leggera, numerose le società affiliate alla FIDAL, Federazione Italiana di Atletica Leggera, tra queste primeggiano l'Athletic Club Firex Belluno e il Belluno Atletica.

### Impianti sportivi

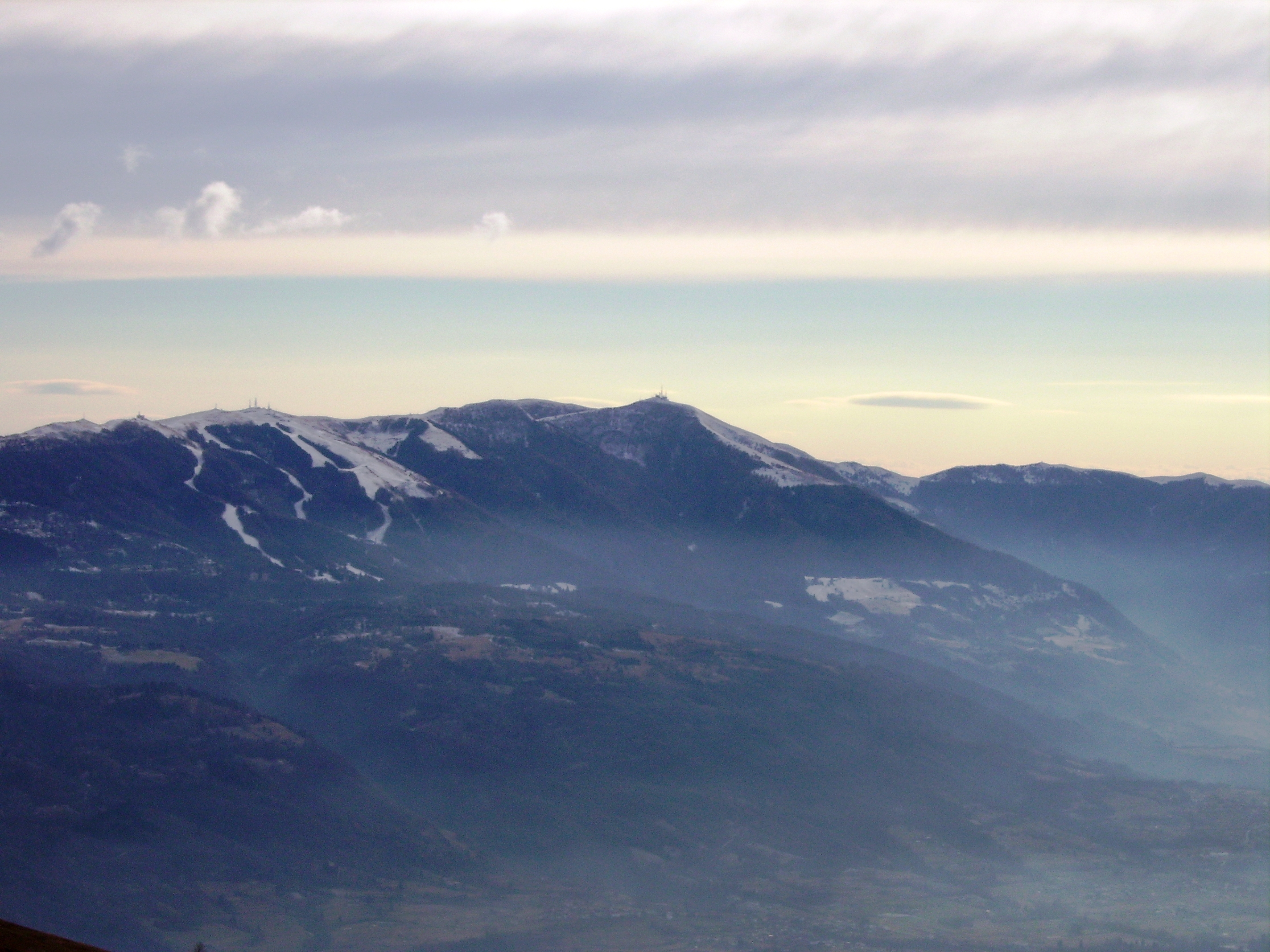
Le piste sciistiche cittadine sul colle del Nevegal

Nel territorio del comune di Belluno sono presenti 8 impianti sportivi adatti per le competizioni calcistiche, tra i quali si segnala lo Stadio polisportivo di Belluno, capace di 1747 persone. Il "polisportivo" è inoltre fornito di una pista a sei corsie e di tutte le altre strutture necessarie allo svolgimento delle gare d'atletica.
La Spes Arena, in località Lambioi, è un palazzetto dello sport costruito in occasione delle Universiadi invernali del 1985 con una capacità massima di 2600 spettatori. In origine destinato agli sport su ghiaccio, è stato ristrutturato nel 1988 e riconvertito poi nei primi anni 2000. È sede casalinga per la squadra di calcio a 5 della Dolomitica Futsal (già Canottieri Belluno) e per le giovanili della Pallavolo Belluno: nella stagione 2011-2012 ha ospitato le gare interne della Sisley Belluno trasferitasi da Treviso per il suo ultimo anno di attività.
Tra gli altri impianti sportivi ci sono un circolo tennis immerso nel verde in località Fisterre, con quattro campi coperti e due all'aperto, a Lambioi una piscina con tre vasche (nuoto, tuffi e baby), due campi da rugby (in località Safforze) sede dell'A.S.D. Rugby Belluno, un palazzetto dello sport e, sull'alpe del Nevegal, un comprensorio sciistico con piste da sci alpino e sci nordico. Le piste disponibili del circuito sciistico coprono una lunghezza di 40 chilometri: dalla cosiddetta Coca (e la pista illuminata Coca Bassa) alla difficile Erte, dalla ampia Lieta alla ripida Grava fino alla partenza con la seggiovia di Col Canil, la Toront, la Busa de Camp al lungo rientro sul piazzale del Nevegal, passando per le tre Faverghere.
Per lo sci da fondo sono disponibili piste per 10 chilometri.
Non mancano 3 itinerari dedicati alla pratica dello sci alpinismo.

### Giro d'Italia
Per cinque volte Belluno è stata sede di arrivo di tappa del Giro d'Italia, la prima nel 1938, l'ultima nel 1966. A queste vanno aggiunte tre tappe con arrivo al Nevegal. Il 24 maggio 2011 la cronoscalata Belluno-Nevegal, 16ª tappa del Giro d'Italia, si è svolta interamente nel territorio comunale.
Tappe del Giro d'Italia con arrivo a Belluno
- 1938 14ª tappa Trieste-Belluno, vinta da Olimpio Bizzi.
- 1960 18ª tappa Trieste-Belluno, vinta da Seamus Elliott.
- 1962 13ª tappa Lignano Sabbiadoro-Belluno, vinta da Guido Carlesi.
- 1963 18ª tappa Gorizia-Belluno, vinta da Arnaldo Pambianco.
- 1966 20ª tappa Moena-Belluno, vinta da Felice Gimondi.

## Galleria d'immagini

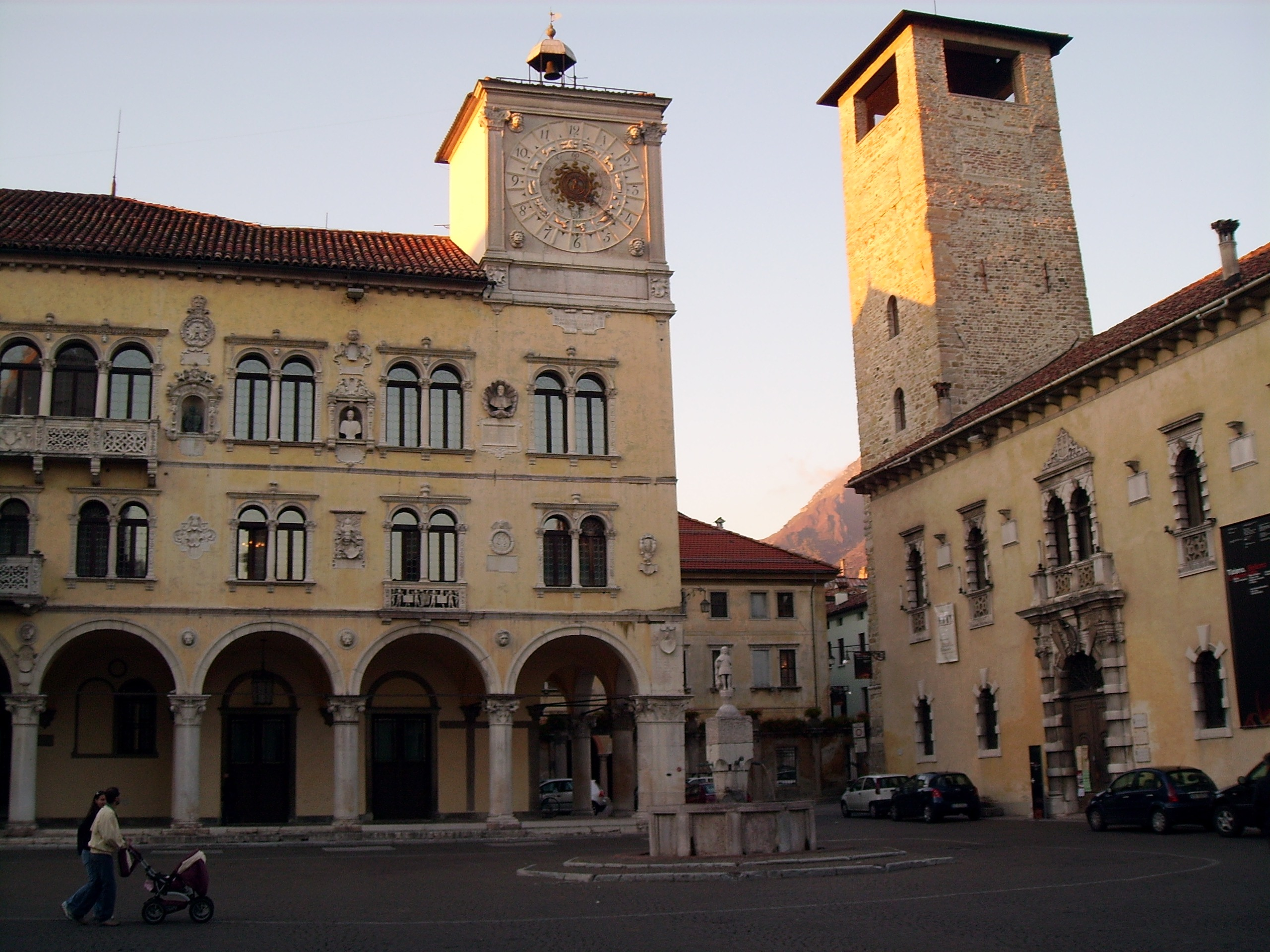
Palazzo dei Rettori e Palazzo dei Vescovi-Conti con le rispettive torri.
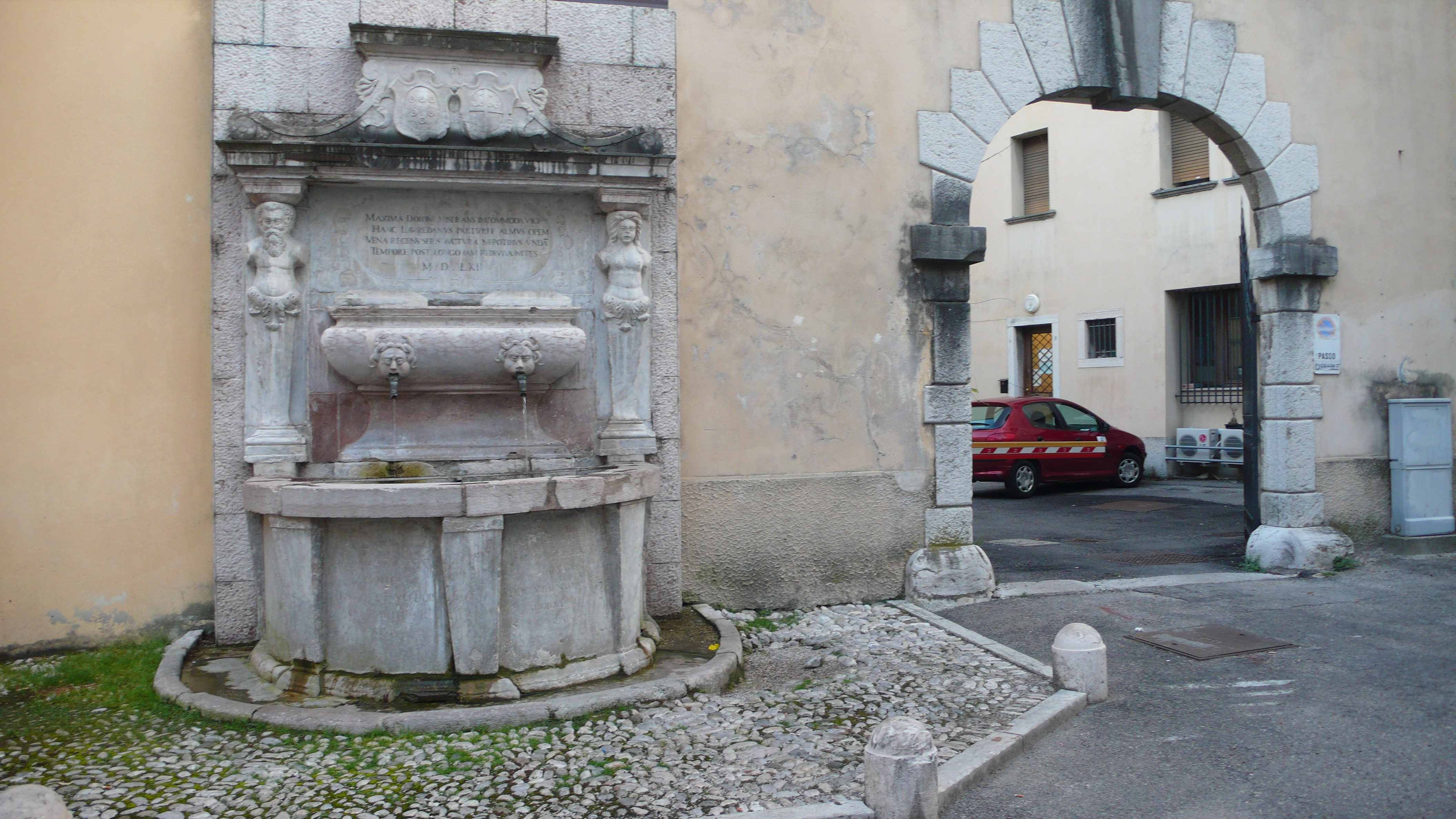
Fontana della Motta.
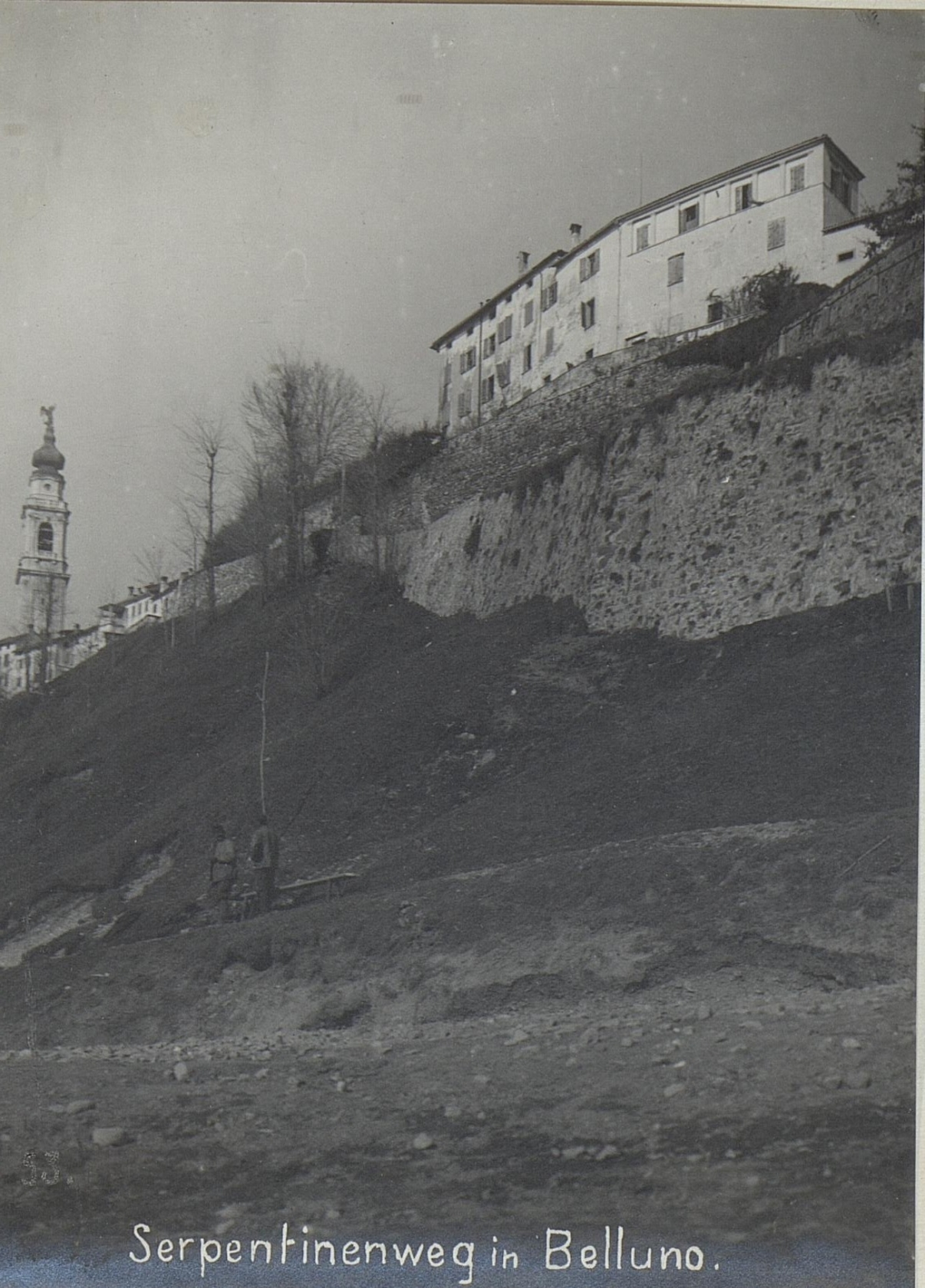
Foto storica, si notano ancora le rovine della cinta muraria.
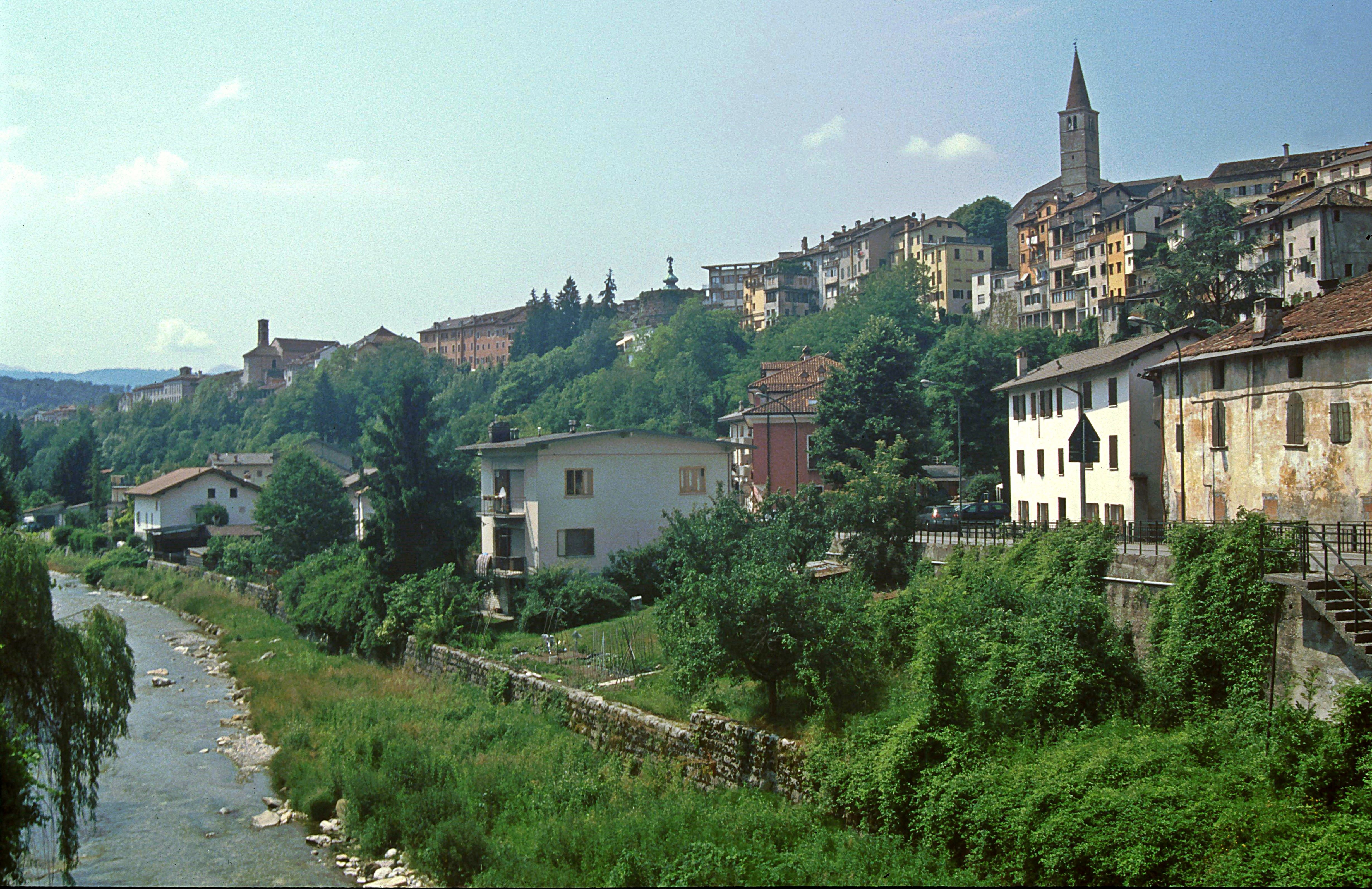
Il Torrente Ardo scorre lungo il versante orientale della città.
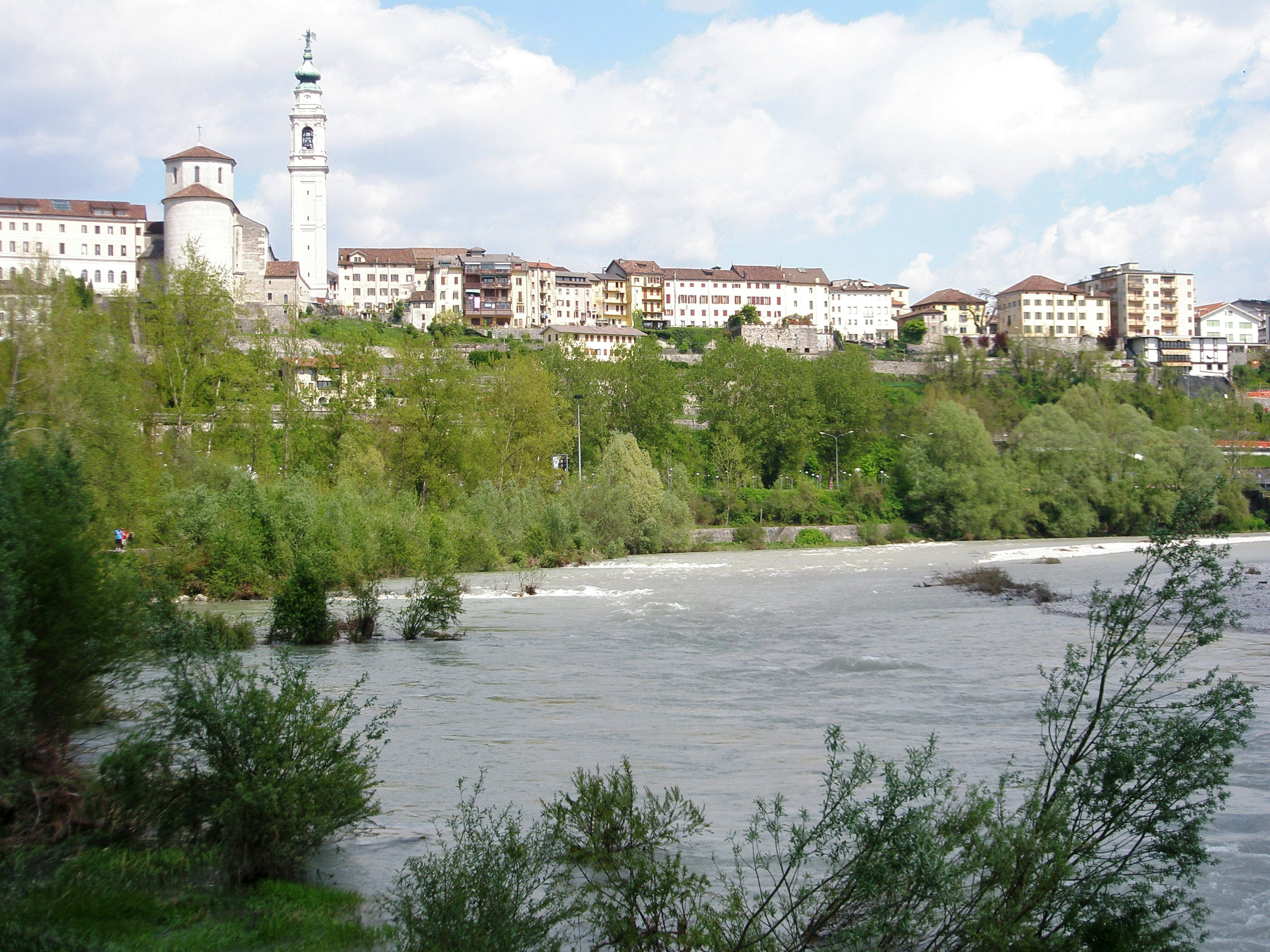
Il fiume Piave con la sua stretta ansa cinge i lati meridionale ed occidentale di Belluno.
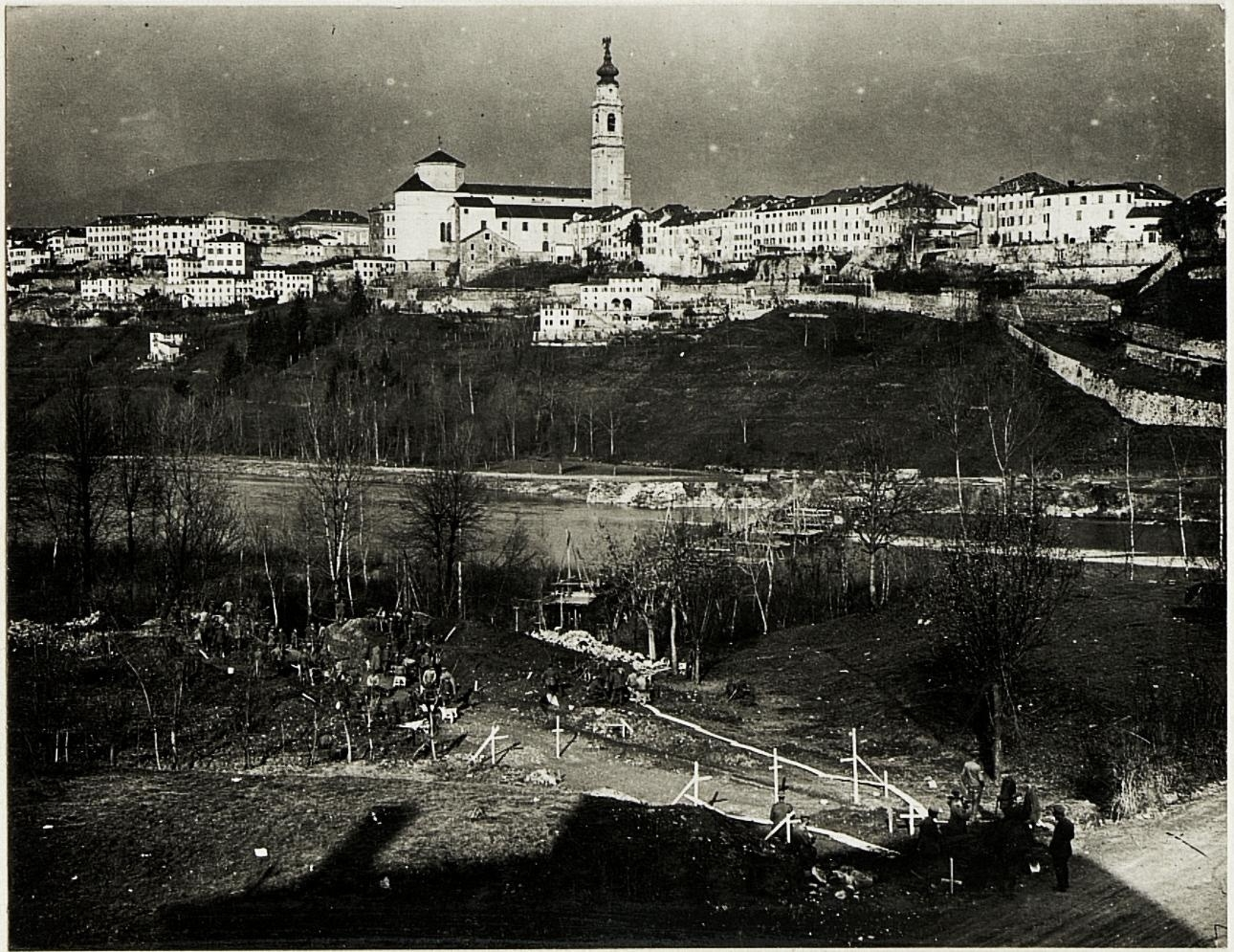
Foto storica della città